# Ветер

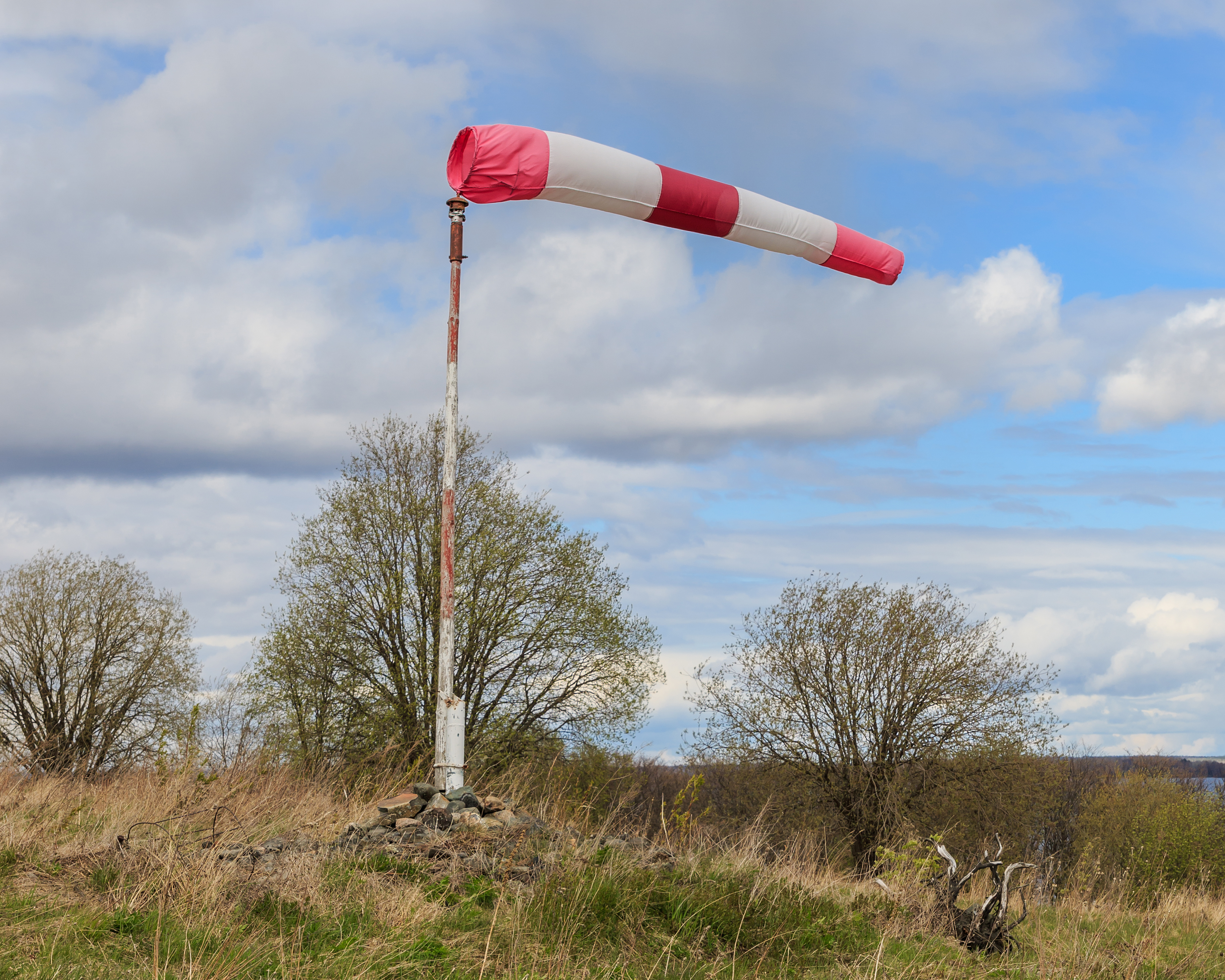
Ветроуказатель — простейшее устройство для определения скорости и направления ветра, использующееся на аэродромах.

Ве́тер — поток воздуха, который движется около земной поверхности. На Земле ветер представляет собой движущийся преимущественно в горизонтальном направлении поток воздуха, на других планетах — поток свойственных им атмосферных газов. В Солнечной системе сильнейшие ветры наблюдаются на Нептуне и Сатурне. Солнечный ветер представляет собой поток разрежённых газов от звезды, а планетарный ветер — поток газов, отвечающий за дегазацию планетарной атмосферы в космическое пространство. Ветры, как правило, классифицируют по масштабам, скорости, видам сил, которые их вызывают, местам распространения и воздействию на окружающую среду.
В первую очередь ветры классифицируют по их силе, продолжительности и направлению. Так, порывами принято считать кратковременные (несколько секунд) и сильные перемещения воздуха. Сильные ветры средней продолжительности (примерно 1 мин) называют шквалами. Названия более продолжительных ветров зависят от силы, например, такими названиями являются бриз, буря, шторм, ураган, тайфун. Продолжительность ветра также сильно варьируется: некоторые грозы могут длиться несколько минут; бриз, зависящий от особенностей рельефа, а именно от разницы нагрева его элементов, — несколько часов; продолжительность глобальных ветров, вызванных сезонными изменениями температуры, — муссонов — составляет несколько месяцев, тогда как глобальные ветры, вызванные разницей в температуре на разных широтах и силой Кориолиса, — пассаты — дуют постоянно. Муссоны и пассаты являются ветрами, из которых слагается общая и местная циркуляция атмосферы.
Ветры всегда влияли на человеческую цивилизацию. Они порождали мифологические представления, в определённой мере определяли некоторые[какие?] исторические действия, диапазон торговли, культурное развитие и войны, поставляли энергию для разнообразных механизмов производства энергии, создавали возможности для ряда форм отдыха. Благодаря парусным судам, которые двигались за счёт ветра, люди получили возможность преодолевать большие расстояния по морям и океанам. Воздушные шары, также движимые с использованием силы ветра, впервые позволили отправляться в воздушные путешествия, а современные летательные аппараты используют ветер для увеличения подъёмной силы и экономии топлива. Однако ветры бывают и небезопасны: так, их градиентные колебания могут вызвать потерю контроля над самолётом; быстрые ветры, а также вызванные ими большие волны на крупных водоёмах часто приводят к разрушению искусственных построек, а в некоторых случаях ветры увеличивают масштабы пожара.

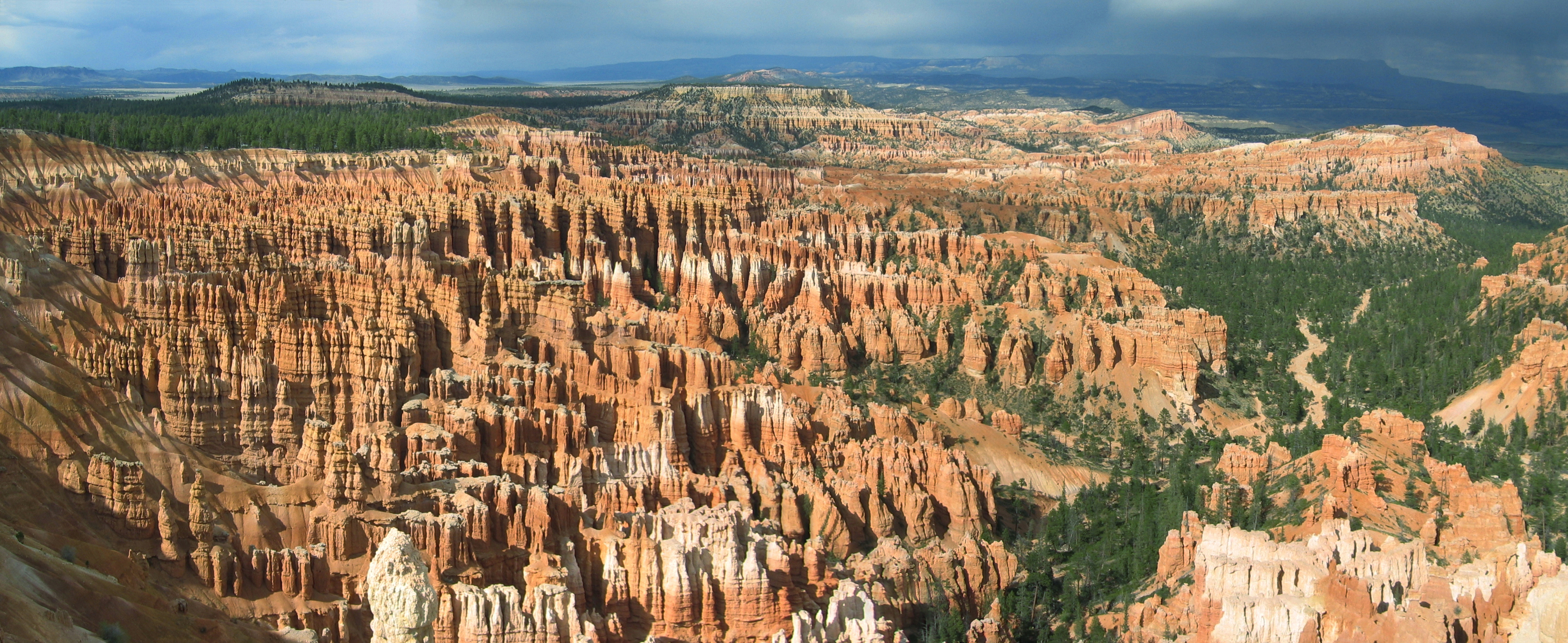
Эоловые столбы (парк Брайс каньон, Юта) — пример работы ветра

Ветры оказывают воздействие и на формирование рельефа, вызывая аккумуляцию эоловых отложений, формирующих различные виды грунтов. Они могут переносить пески и пыль из пустынь на большие расстояния. Ветры разносят семена растений и помогают передвижению летающих животных, что приводит к расширению разнообразия видов на новой территории. Связанные с ветром явления разнообразными способами влияют на живую природу.
Ветер возникает в результате неравномерного распределения атмосферного давления, он направлен от зоны высокого давления к зоне низкого давления. Вследствие непрерывного изменения давления во времени и пространстве скорость и направление ветра также постоянно меняются. С высотой скорость ветра изменяется ввиду убывания силы трения.
Для визуальной оценки скорости ветра служит шкала Бофорта. В метеорологии направление ветра указывается азимутом точки, откуда дует ветер, тогда как в аэронавигации — азимутом точки, куда он дует; таким образом, значения различаются на 180°. По результатам многолетних наблюдений за направлением и силой ветра составляют график, изображаемый в виде так называемой розы ветров, отображающей режим ветра в конкретной местности.
В ряде случаев важно не направление ветра, а положение объекта относительно него. Так, при охоте на животное с острым нюхом к нему подходят с подветренной стороны — во избежание распространения запаха от охотника в сторону животного.
Вертикальное движение воздуха называют восходящим или нисходящим потоком.

## Причины

### Общие закономерности
Ветер вызван разницей в давлении между двумя разными воздушными областями. Если существует ненулевой барический градиент, то ветер движется с ускорением от зоны высокого давления в зону с низким давлением. На планете, которая вращается, к этому градиенту прибавляется сила Кориолиса. Таким образом, главными факторами, которые образуют циркуляцию атмосферы в глобальном масштабе, является разница в нагреве воздуха между экваториальными и полярными районами (которая вызывает различие в температуре и, соответственно, плотности потоков воздуха, а следовательно, и разницу в давлении) и сила Кориолиса. В результате действия этих факторов движение воздуха в средних широтах в приповерхностной области приводит к образованию геострофического ветра, направленного практически параллельно изобарам.
Важным фактором, который говорит о перемещениях воздуха, является его трение о поверхность, которая задерживает это движение и заставляет[прояснить] воздух двигаться в сторону зон с низким давлением. Кроме того, локальные барьеры и локальные градиенты температуры поверхности способны создавать местные ветры. Разница между реальным и геострофическим ветром называется агеострофическим ветром. Он отвечает за создание хаотичных вихревых процессов, таких как циклоны и антициклоны. В то время как направление приповерхностных ветров в тропических и полярных районах определяется преимущественно эффектами глобальной циркуляции атмосферы, которые в умеренных широтах обычно слабы, циклоны вместе с антициклонами заменяют друг друга и изменяют своё направление каждые несколько дней.

### Глобальные эффекты ветрообразования

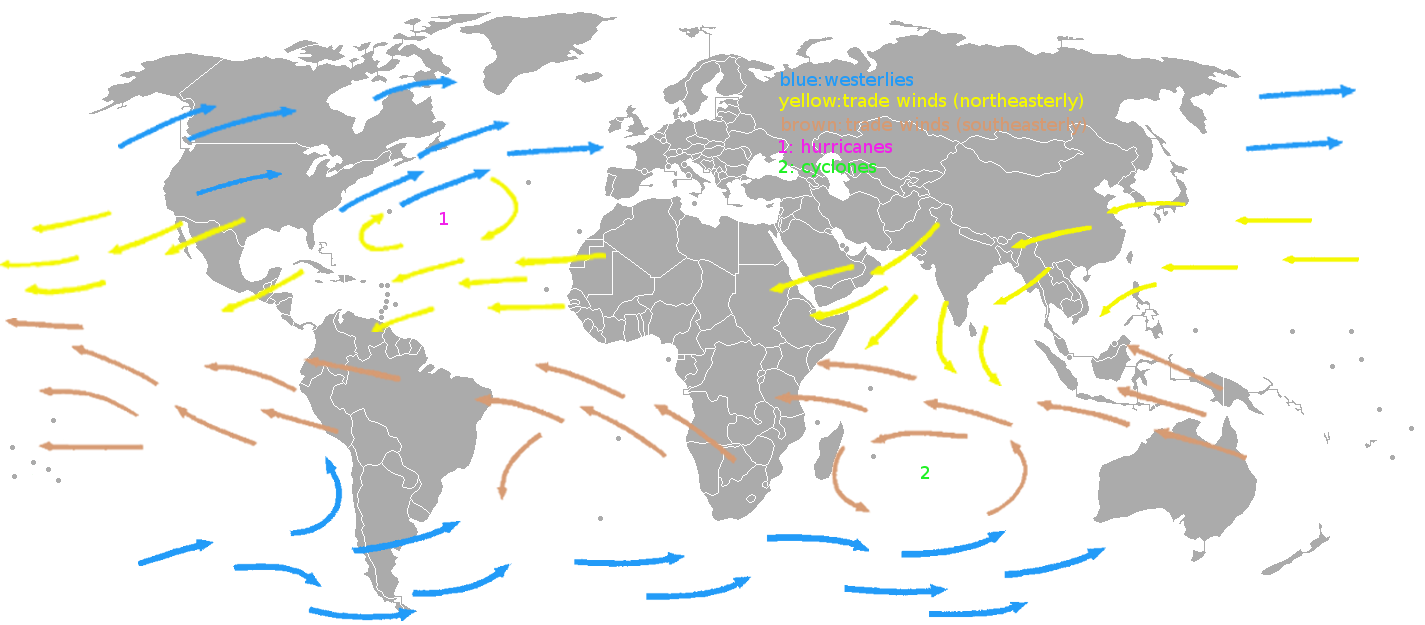
Карта пассатов и западных ветров умеренного пояса

В большинстве районов Земли преобладают ветры, дующие в определённом направлении. Возле полюсов обычно доминируют восточные ветры, в умеренных широтах — западные, тогда как в тропиках снова доминируют восточные ветры. На границах между этими поясами — полярном фронте и субтропическом хребте — находятся зоны затишья, где преобладающие ветры практически отсутствуют. В этих зонах движение воздуха преимущественно вертикальное, из-за чего возникают зоны высокой влажности (вблизи полярного фронта) или пустынь (вблизи субтропического хребта).

#### Тропические ветры

Циркуляционные процессы Земли, которые приводят к ветрообразованию.

Пассатами называется приповерхностная часть ячейки Хадли — преобладающие приповерхностные ветры, дующие в тропических районах Земли в западном направлении, приближаясь к экватору, то есть северо-восточные ветры в Северном полушарии и юго-восточные — в Южном. Постоянное движение пассатов приводит к перемешиванию воздушных масс Земли, что может проявляться в очень больших масштабах: например, пассаты, дующие над Атлантическим океаном, способны переносить пыль из африканских пустынь до Вест-Индии и некоторых районов Северной Америки.
Муссоны — преобладающие сезонные ветры, ежегодно в течение нескольких месяцев дующие в тропических районах. Термин возник на территории Британской Индии и окрестных стран как название сезонных ветров, которые дуют с Индийского океана и Аравийского моря на северо-восток, принося в регион значительное количество осадков. Их движение по направлению к полюсам вызвано образованием районов низкого давления в результате нагрева тропических районов в летние месяцы, то есть в Азии, Африке и Северной Америке с мая по июль, а в Австралии — в декабре.
Пассаты и муссоны — главные факторы, приводящие к образованию тропических циклонов над океанами Земли.

#### Западные ветры умеренного пояса
В умеренных широтах, то есть между 35 и 65 градусами северной и южной широты, преобладают западные ветры, приповерхностная часть ячейки Феррела, это юго-западные ветры в Северном полушарии и северо-западные в Южном полушарии. Это самые сильные ветры зимой, когда давление у полюсов ниже всего, и самые слабые летом.

Вместе с пассатами преобладающие западные ветры позволяют парусным судам пересекать океаны. Кроме того, вследствие усиления этих ветров у западных побережий океанов обоих полушарий в этих районах формируются сильные океанские течения, переносящие тёплые тропические воды по направлению к полюсам. Преобладающие западные ветры в целом сильнее в Южном полушарии, где меньше суши, которая задерживает ветер, и особенно сильны в полосе «ревущих сороковых» (между 40-м и 50-м градусами южной широты).

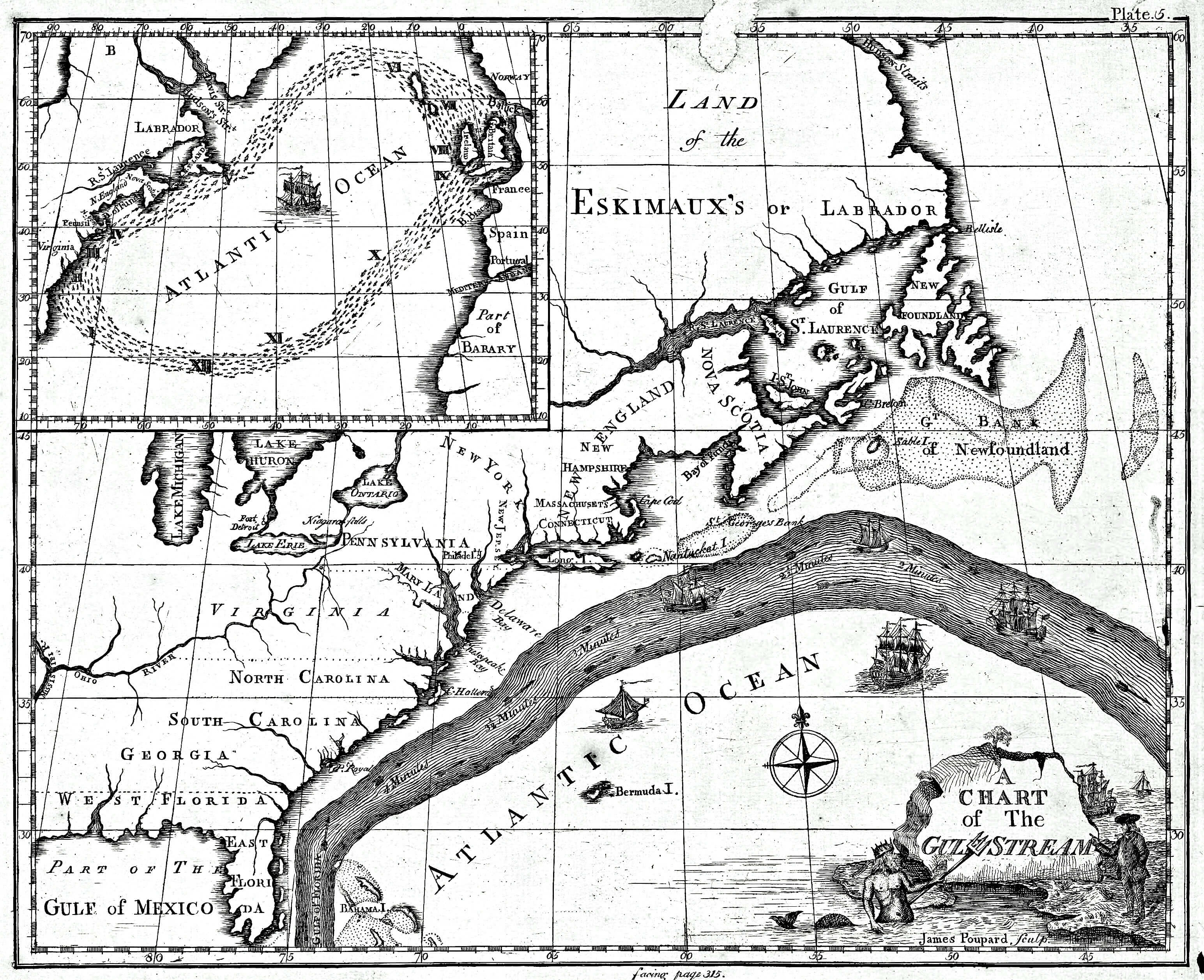
Карта Гольфстрима, составленная Бенджамином Франклином.

#### Восточные ветры полярных районов
Восточные ветры полярных районов, приповерхностная часть полярных ячеек, это преимущественно сухие ветры, дующие от приполярных зон высокого давления к районам низкого давления вдоль полярного фронта. Эти ветры обычно слабее и менее регулярные, чем западные ветры умеренных широт. Из-за малого количества солнечного тепла, воздух в полярных районах охлаждается и опускается вниз, образуя районы высокого давления и выталкивая приполярный воздух в направлении более низких широт. Этот воздух в результате силы Кориолиса отклоняется на запад, образуя северо-восточные ветры в Северном полушарии и юго-восточные — в Южной.

### Локальные эффекты ветрообразования

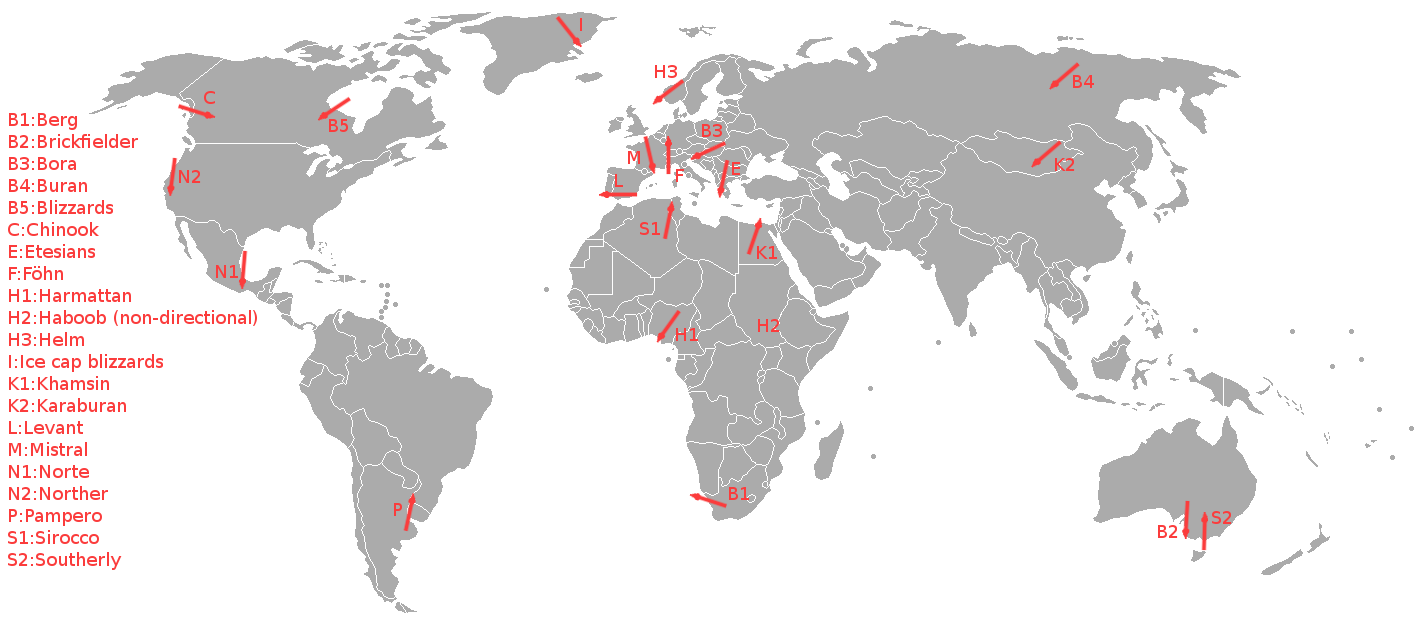
Важнейшие местные ветры на Земле

Локальные эффекты ветрообразования возникают в зависимости от наличия локальных географических объектов. Одним из таких эффектов является перепад температур между не очень отдалёнными участками, который может быть вызван различными коэффициентами поглощения солнечного света или разной теплоёмкостью поверхности. Последний эффект сильнее всего проявляется между сушей и водной поверхностью и вызывает бриз. Другим важным локальным фактором является наличие гор, которые выступают как барьер на пути ветров.

#### Морской и континентальный бриз

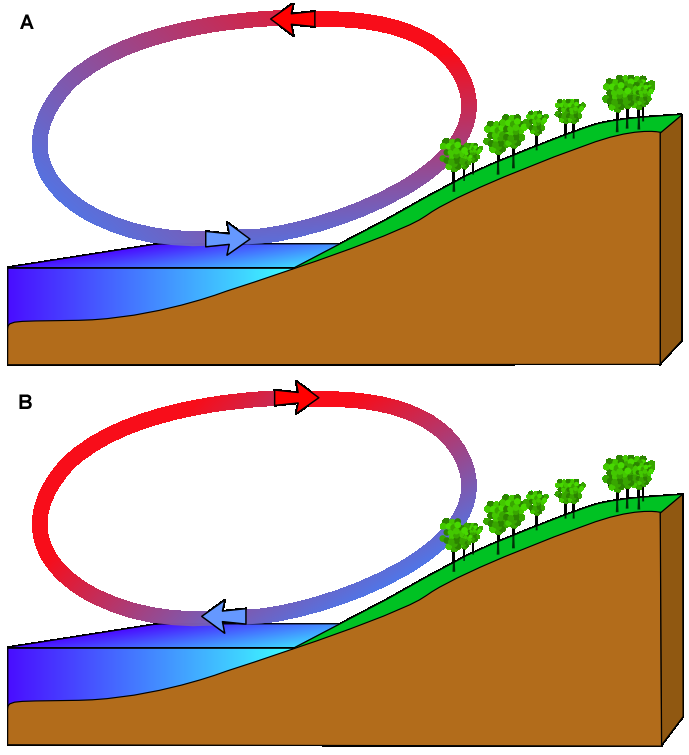
А: морской бриз (возникает в дневное время),
В: континентальный бриз (возникает ночью)

Важными эффектами образования преобладающих ветров в прибрежных районах является морской и континентальный бриз. Море (или другой большой водоём) нагревается медленнее суши из-за большей эффективной теплоёмкости воды. Тёплый (и потому — лёгкий) воздух над сушей поднимается вверх, образуя зону низкого давления. В результате образуется перепад давления между сушей и морем, обычно составляющий около 0,002 атм. В результате этого перепада давления прохладный воздух над морем движется к суше, образуя прохладный морской бриз на побережье. При отсутствии сильных ветров скорость морского бриза пропорциональна разности температур. При наличии ветра с суши скоростью более 4 м/с морской бриз обычно не образуется.
Ночью, из-за меньшей теплоёмкости, суша охлаждается быстрее, чем море, и морской бриз прекращается. Когда же температура суши опускается ниже температуры поверхности водоёма, то возникает обратный перепад давления, вызывая (в случае отсутствия сильного ветра с моря) континентальный бриз, дующий с суши на море.

#### Влияние гор

Схематическое изображение подветренных волн. Ветер, который дует в направлении горы, образует первое колебание (A), которое после прохождения горы повторяется (B). В самых высоких точках образуются лентикулярные (линзообразные) облака.

Горы имеют очень разнообразное влияние на ветер, они или вызывают ветрообразование, или же выступают как барьер для его прохождения. Над взгорьями воздух прогревается сильнее, чем воздух на такой же высоте над низменностями; это создаёт зоны низкого давления над горами и приводит к ветрообразованию. Данный эффект часто приводит к образованию горно-долинных ветров — преобладающих ветров в районах с пересечённой местностью. Увеличение трения у поверхности долин ведёт к отклонению ветра, дующего параллельно долине, от поверхности на высоту окружающих гор, что приводит к образованию высотного струйного течения. Высотное струйное течение может превышать окружающий ветер по скорости на величину до 45 %. Обход гор может также изменять направление ветра.
Перепад высоты гор существенно влияет на движение ветра. Так, если в горном хребте, который преодолевает ветер, есть перевал, ветер проходит его с увеличением скорости в результате эффекта Бернулли. Даже небольшие перепады высоты вызывают колебания в скорости ветра. В результате значительного градиента скорости движения воздух становится турбулентным и остаётся таковым на определённом расстоянии даже на равнине за горой. Подобные эффекты важны, например, для самолётов, взлетающих или садящихся на горных аэродромах. Быстрые холодные ветры, дующие сквозь горные проходы, получили разнообразные местные названия. В Центральной Америке это папагайо вблизи озера Никарагуа, панамский ветер на Панамском перешейке и теуано на перешейке Теуантепек. Подобные ветры в Европе известны как бора, трамонтана и мистраль.
Другой эффект, связанный с прохождением ветра над горами, — подветренные волны (стоячие волны движения воздуха, возникающие позади высокой горы), которые часто приводят к образованию лентикулярных облаков. В результате этого и других эффектов прохождения ветра через препятствия над пересечённой местностью возникают многочисленные вертикальные течения и вихри. Кроме того, на наветренных склонах гор выпадают обильные осадки, обусловленные адиабатным охлаждением воздуха, поднимающегося вверх, и конденсацией в нём влаги. С подветренной стороны, наоборот, воздух становится сухим, что вызывает образование дождливого сумрака. Вследствие этого, в районах, где преобладающие ветры преодолевают горы, с наветренной стороны доминирует влажный климат, а с подветренной — засушливый. Ветры, дующие с гор в низшие районы, называются нисходящими ветрами. Эти ветры тёплые и сухие. Они также имеют многочисленные местные названия. Так, нисходящие ветры, спускающихся с Альп в Европе, известные как фён, этот термин иногда распространяют и на другие районы. В Польше и Словакии нисходящие ветры известны как гальни (halny), в Аргентине — сонда, на острове Ява — коембанг (koembang), в Новой Зеландии — норвест арк (Nor’west arch). На Великих Равнинах в США они известны как чинук, а в Калифорнии — Санта-Ана и сандаунер. Скорость нисходящего ветра может превышать 45 м/с.

### Кратковременные процессы ветрообразования

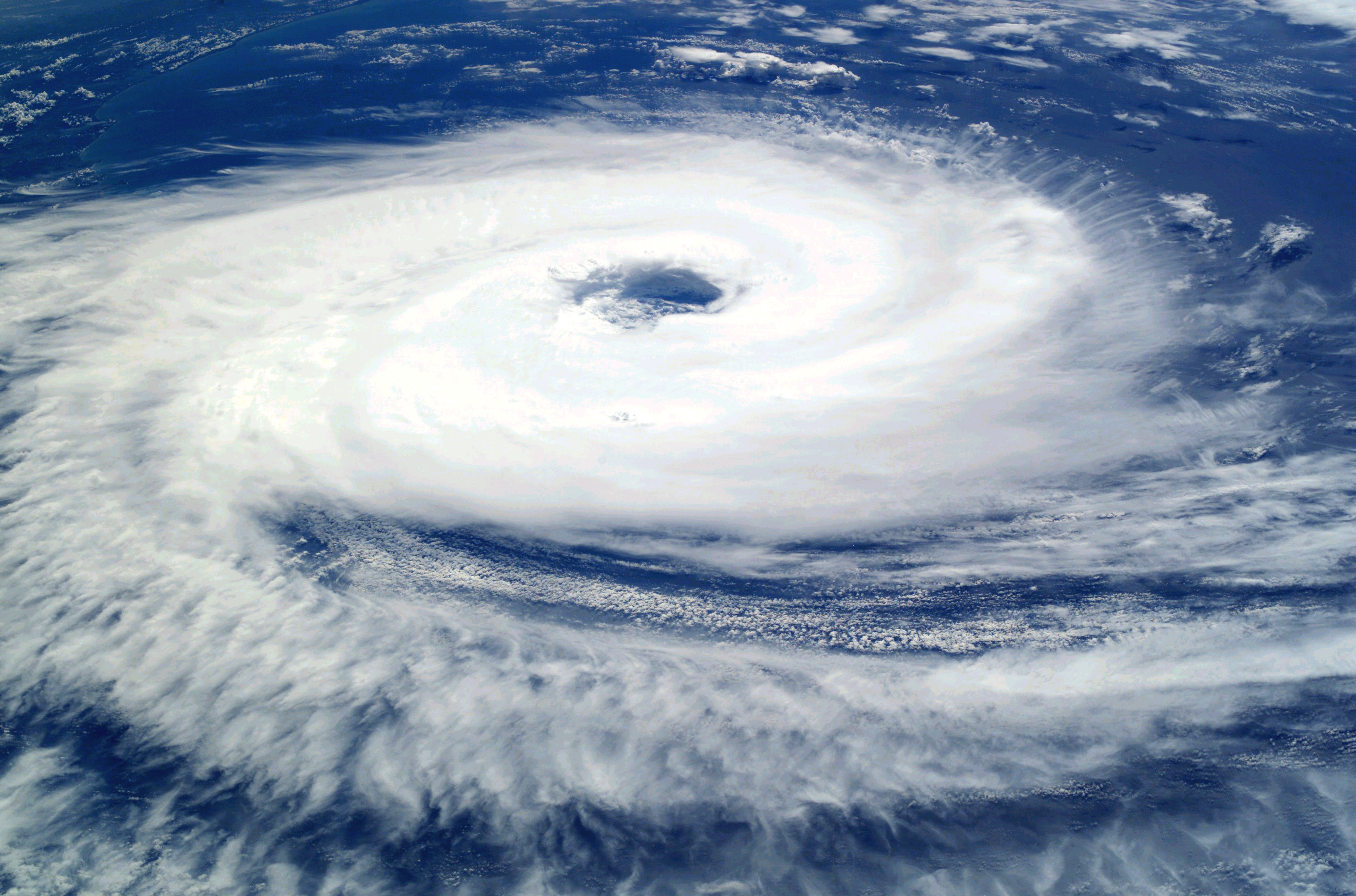
Тропический циклон Катарина над южной частью Атлантического океана

К формированию ветров приводят также и кратковременные процессы, которые, в отличие от преобладающих ветров, не являются регулярными, а происходят хаотически, часто в течение определённого сезона. Такими процессами является образование циклонов, антициклонов и подобных им явлений меньшего масштаба, в частности гроз.
Циклонами и антициклонами называют области низкого или, соответственно, высокого атмосферного давления, обычно такие, которые возникают на пространстве размером свыше нескольких километров. На Земле они образуются над большей частью поверхности и характеризуются типичной для них циркуляционной структурой. Из-за влияния силы Кориолиса в Северном полушарии движение воздуха вокруг циклона вращается против часовой стрелки, а вокруг антициклона — по часовой стрелке. В Южном полушарии направление движения обратное. При наличии трения о поверхность появляется компонента движения к центру или от центра, в результате воздух движется по спирали к области низкого или от области высокого давления.

#### Внетропический циклон
Циклоны, которые формируются за пределами тропического пояса, известны как внетропические. Из двух типов крупномасштабных циклонов они больше по размеру (классифицируются как синоптические циклоны), наиболее распространены и встречаются на большей части земной поверхности. Именно этот класс циклонов в наибольшей степени отвечает за изменения погоды день за днём, а их предсказание является главной целью современных прогнозов погоды.
Согласно классической (или норвежской) модели Бергенской школы, внетропические циклоны формируются преимущественно вблизи полярного фронта в зонах особенно сильного высотного струйного течения и получают энергию за счёт значительного температурного градиента в этом районе. В процессе формирования циклона стационарный атмосферный фронт разрывается на участки тёплого и холодного фронтов, движущихся друг к другу с формированием фронта окклюзии и закручиванием циклона. Подобная картина возникает и по более поздней модели Шапиро-Кейзера, основанной на наблюдении океанских циклонов, за исключением длительного движения тёплого фронта перпендикулярно к холодному без образования фронта окклюзии.
После формирования циклон обычно существует несколько дней. За это время он успевает продвинуться на расстояние от нескольких сотен до нескольких тысяч километров, вызывая резкие смены ветров и осадков в некоторых районах своей структуры.
Хотя большие внетропические циклоны обычно ассоциированы с фронтами, меньшие по размеру циклоны могут образовываться в пределах сравнительно однородной воздушной массы. Типичным примером являются циклоны, которые формируются в потоках полярного воздуха в начале формирования фронтального циклона. Эти небольшие циклоны имеют название полярных и часто возникают над приполярными районами океанов. Другие небольшие циклоны возникают на подветренной стороне гор под действием западных ветров умеренных широт.

#### Тропические циклоны

Схема тропического циклона

Циклоны, которые образуются в тропическом поясе, несколько меньше внетропических (они классифицируются как мезоциклоны) и имеют другой механизм происхождения. Эти циклоны питаются энергией, получаемой за счёт подъёма вверх тёплого влажного воздуха и могут существовать исключительно над тёплыми районами океанов, из-за которых имеют название циклонов с тёплым ядром (в отличие от внетропических циклонов с холодным ядром). Тропические циклоны характеризуются очень сильным ветром и значительным количеством осадков. Они развиваются и набирают силу над поверхностью воды, но быстро теряют её над сушей, из-за чего их разрушительный эффект обычно проявляется лишь на побережье (до 40 км вглубь суши).
Для образования тропического циклона необходим участок очень тёплой водной поверхности, нагрев воздуха над которой приводит к снижению атмосферного давления минимум на 2,5 мм рт. ст. Влажный тёплый воздух поднимается вверх, но из-за его адиабатического охлаждения значительное количество удерживаемой влаги конденсируется на больших высотах и выпадает в виде дождя. Более сухой и соответственно более плотный воздух, только что освободившийся от влаги, опускается вниз, формируя зоны повышенного давления вокруг ядра циклона. Этот процесс имеет положительную обратную связь, вследствие чего, пока циклон находится над довольно тёплой водной поверхностью, что поддерживает конвекцию, он продолжает усиливаться. Хотя чаще всего тропические циклоны образуются в тропиках, иногда признаки тропического циклона приобретают циклоны другого типа на поздних этапах существования, как это случается с субтропическими циклонами.

#### Антициклоны
В отличие от циклонов, антициклоны обычно больше циклонов и характеризуются невысокой метеорологической активностью и слабыми ветрами. Чаще всего антициклоны формируются в зонах холодного воздуха сзади проходящего циклона. Такие антициклоны называют холодными, но с их ростом к циклону опускается воздух из более высоких слоёв атмосферы (2-5 км), что приводит к повышению температуры и образованию тёплого антициклона. Антициклоны двигаются довольно медленно, часто собираются в полосе антициклонов вблизи субтропического хребта, хотя многие из них остаются в зоне западных ветров умеренных широт. Такие антициклоны обычно задерживают обычное перемещение циклонов с запада на восток («блокируют их») и поэтому имеют название блокирующих антициклонов.

## Измерения

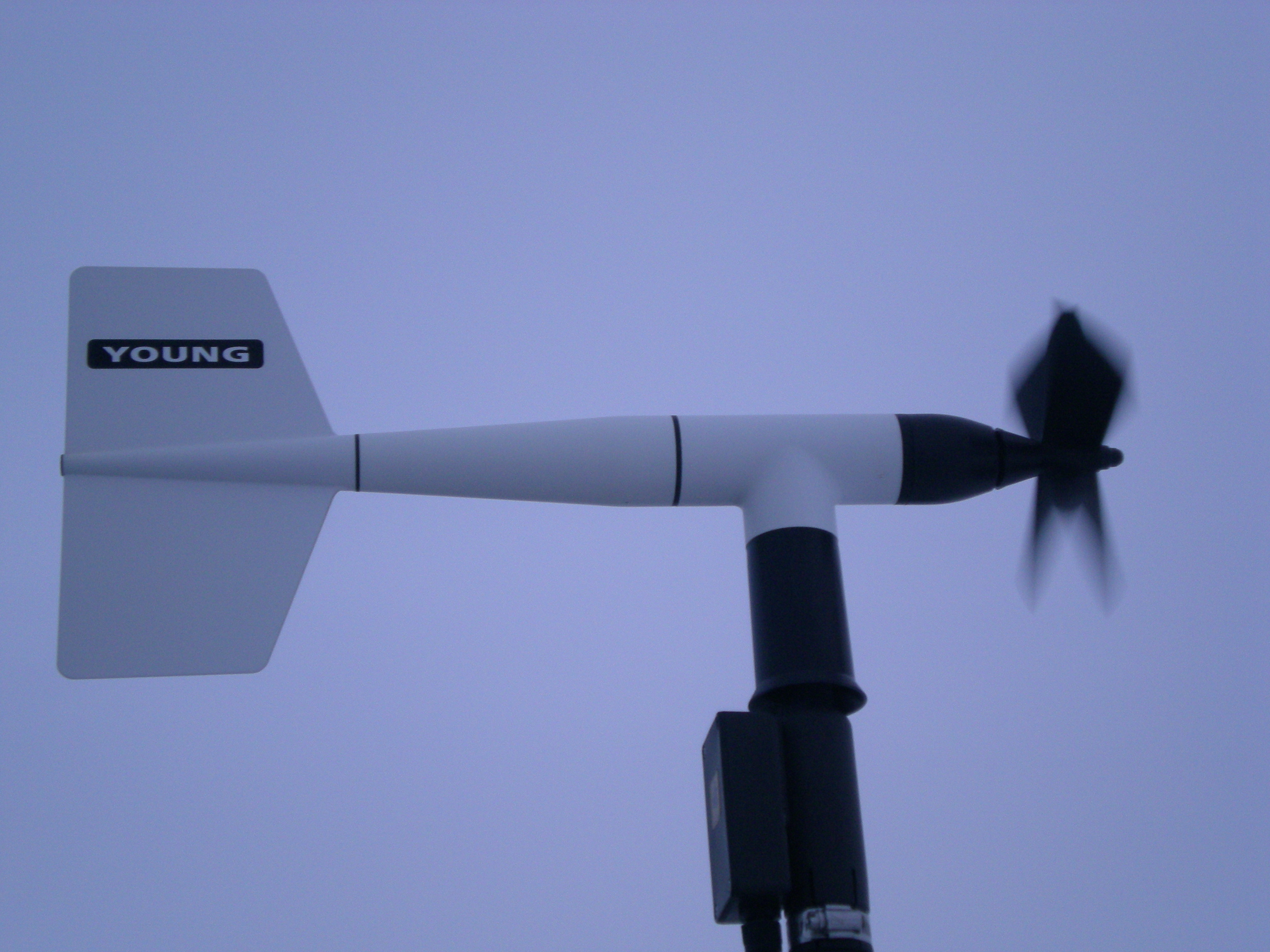
Пропеллерный анемометр

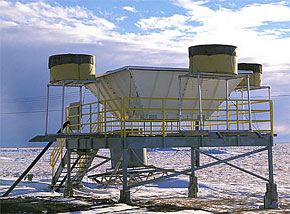
Радарный профайлер ветра

Направление ветра в метеорологии определяется как направление, откуда дует ветер, тогда как в аэронавигации — куда дует: таким образом значения различаются на 180°. Самым простым прибором для установления направления ветра является флюгер. Ветроуказатели, установленные в аэропортах, способны, кроме направления, примерно показывать скорость ветра, в зависимости от которой изменяется наклон прибора.
Типичными приборами, предназначенными непосредственно для измерения скорости ветра, служат разнообразные анемометры, в которых применяются способные вращаться чаши или пропеллеры. Для измерения с большей точностью, в частности для научных исследований, используют измерения скорости звука либо измерения скорости охлаждения нагретой проволоки или мембраны под действием ветра. Другим распространённым типом анемометров является трубка Пито: в нём измеряют разницу динамического давления между двумя концентрическими трубками под действием ветра; широко используют в авиационной технике.
Скорость ветра на метеорологических станциях большинства стран мира обычно измеряют на высоте 10 м и усредняют за 10 минут. Исключение составляют США, где скорость усредняют за 1 минуту, и Индия, где её усредняют за 3 минуты. Период усреднения имеет важное значение, поскольку, например, скорость постоянного ветра, измеренная за 1 минуту, обычно на 14 % выше значения, измеренного за 10 минут. Короткие периоды быстрого ветра исследуют отдельно, а периоды, за которые скорость ветра превышает усреднённую за 10 минут скорость как минимум на 10 узлов (5.14 м/с), называются порывами. Шквалом называется удвоение скорости ветра, сильнее определённого порога, который длится минуту или больше.
Для исследования скорости ветров во многих точках используют зонды, при этом скорость определяют с помощью ГЛОНАСС или GPS, радионавигации или слежения за зондом с применением радара или теодолита. Кроме того, могут использоваться содары, доплеровские лидары и радары, способные измерять доплеровский сдвиг электромагнитного излучения, отражённого или рассеянного аэрозольными частицами или даже молекулами воздуха. В дополнение радиометры и радары используют для измерения неровностей водной поверхности, хорошо отражающих приповерхностную скорость ветра над океаном. С помощью съёмки движения облаков с геостационарных спутников можно установить скорость ветра на больших высотах.

## Скорость ветра

### Средние скорости ветров и их изображения
Типичным способом представления данных по ветрам служат атласы и карты ветров. Эти атласы обычно составляются для климатологических исследований и могут содержать информацию как о средней скорости, так и об относительной частоте ветров каждой скорости в регионе. Обычно атлас содержит средние за час данные, измеренные на высоте 10 м и усреднённые за десятки лет.
Для отдельных потребностей используются и другие стандарты составления карт ветра. Так, для нужд ветроэнергетики измерения проводят на высоте более 10 м, обычно 30—100 м, и приводят данные в виде средней удельной мощности ветрового потока.

### Максимальная скорость ветра
Наибольшая скорость порыва ветра на Земле (на стандартной высоте 10 м) была зарегистрирована автоматической метеорологической станцией на австралийском острове Барроу во время циклона Оливия 10 апреля 1996 года. Она составляла 113 м/с (408 км/ч). Второе по величине значение скорости порыва ветра составляет 103 м/с (371 км/ч). Оно было зарегистрировано 12 апреля 1934 года в обсерватории на горе Вашингтон в Нью-Гемпшире. Над морем Содружества дуют самые быстрые постоянные ветры — 320 км/ч. Скорости могут быть большими во время таких явлений, как смерч, но их точное измерение очень тяжело и надёжных данных для них не существует. Для классификации смерчей и торнадо по скорости ветра и разрушительной силе применяют Шкалу Фудзиты. Рекорд для скорости ветра на равнинной местности был зафиксирован 8 марта 1972 года на военно-воздушной базе США в Туле, Гренландия — 333 км/ч. Самые сильные ветры, дующие с постоянной скоростью, наблюдались на земле Адели, Антарктида. Скорость — около 87 м/с. Была зарегистрирована белорусским полярником Алексеем Гайдашовым.

### Градиент скорости ветра

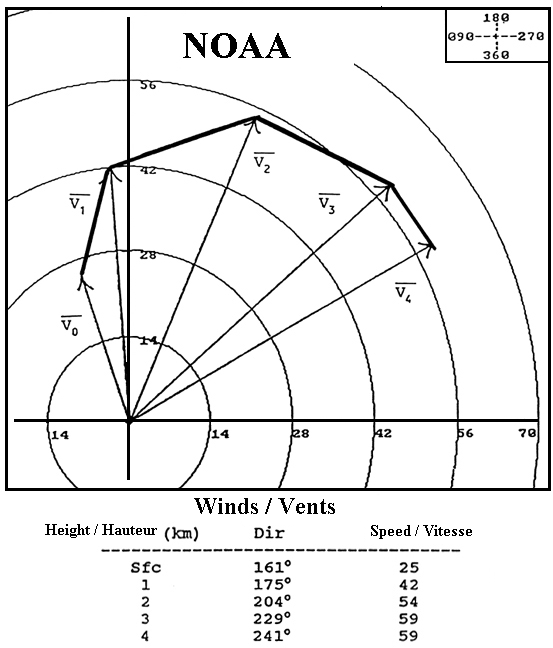
Годографический график вектора скорости ветра на разных высотах, который применяется для определения градиента ветра.

Градиентом ветра называют разницу в скорости ветра на небольшом масштабе, чаще всего в направлении, перпендикулярном его движению. Градиент ветра разделяют на вертикальную и горизонтальную компоненты, из которых горизонтальная имеет заметно отличные от нуля значения вдоль атмосферных фронтов и у побережья, а вертикальная — в пограничном слое у поверхности земли, хотя зоны значительного градиента ветра разных направлений также случаются в высоких слоях атмосферы вдоль высотных токовых течений. Градиент ветра является микрометеорологическим явлением, что имеет значение лишь на небольших расстояниях, однако он может быть связан с погодными явлениями мезо- и синоптической метеорологии, такими как линия шквала или атмосферные фронты. Значительные градиенты ветра часто наблюдаются у обусловленных грозами микропорывов, в районах сильных локальных приповерхностных ветров — низкоуровневых струйных потоков, возле гор, зданий, ветровых турбин и судов.
Градиент ветра имеет значительное влияние на посадку и взлёт летательных аппаратов: с одной стороны, он может помочь сократить расстояние разбега самолёта, а с другой — усложняет контроль над аппаратом. Градиент ветра является причиной значительного количества аварий летательных аппаратов.
Градиент ветра также влияет на распространение звуковых волн в воздухе, способных отражаться от атмосферных фронтов и достигать мест, которых иначе они бы не достигли (или наоборот). Сильные градиенты ветра препятствуют развитию тропических циклонов, но увеличивают продолжительность отдельных гроз. Особая форма градиента ветра — термический ветер — приводит к образованию высотных струйных течений.

### Классификация по силе ветров
Поскольку влияние ветра на человека зависит от скорости потока воздуха, эта характеристика была положена в основу первых классификаций ветра. Наиболее распространённой из таких классификаций является Шкала силы ветра Бофорта, представляющая собой эмпирическое описание силы ветра в зависимости от наблюдаемых условий моря. Сначала шкала была 13-уровневой, но начиная с 1940-х годов она была расширена до 18 уровней. Для описания каждого уровня эта шкала в оригинальном виде использовала термины разговорного английского языка, такие как breeze, gale, storm, hurricane, которые были заменены также разговорными терминами других языков, такими как «штиль», «шторм» и «ураган» на русском. Так, по шкале Бофорта шторм соответствует скорости ветра (усреднённой за 10 минут и округлённой до целого числа узлов) от 41 до 63 узлов (20,8—32,7 м/с), при этом этот диапазон делится на три подкатегории с помощью прилагательных «сильный» и «жестокий».
Терминология тропических циклонов не имеет универсальной общепринятой шкалы и варьирует в зависимости от региона. Общей чертой является, однако, использование максимального постоянного ветра, то есть усреднённой скорости ветра за определённый промежуток времени, для причисления ветра к определённой категории. Ниже приведён краткий отчёт таких классификаций, используемых различными региональными специализированными метеорологическими центрами и другими центрами предупреждения о тропических циклонах:
| Классификация ветров по силе | Классификация ветров по силе                                 | Классификация ветров по силе | Классификация ветров по силе   | Классификация ветров по силе         | Классификация ветров по силе    | Классификация ветров по силе    | Классификация ветров по силе | Классификация ветров по силе | Классификация ветров по силе                     |
| Общая                        | Общая                                                        | Общая                        | Тропических циклонов           | Тропических циклонов                 | Тропических циклонов            | Тропических циклонов            | Тропических циклонов         | Тропических циклонов         | Тропических циклонов                             |
| Шкала Бофорта                | Скорость в узлах (средняя за 10 минут, округлённая до целых) | Общее название               | Сев. Индийский океан IMD       | Ю-З Индийский океан MF               | Австралия BOM                   | Ю-З Тихий океан FMS             | С-З Тихий океан JMA          | С-З Тихий океан JTWC         | С-В Тихий и Сев. Атлантический океаны NHC и CPHC |
| ---------------------------- | ------------------------------------------------------------ | ---------------------------- | ------------------------------ | ------------------------------------ | ------------------------------- | ------------------------------- | ---------------------------- | ---------------------------- | ------------------------------------------------ |
| 0                            | <1                                                           | Штиль                        | Депрессия                      | Тропические волнения                 | Тропическое понижение           | Тропическая депрессия           | Тропическая депрессия        | Тропическая депрессия        | Тропическая депрессия                            |
| 1                            | 1—3                                                          | Тихий                        | Депрессия                      | Тропические волнения                 | Тропическое понижение           | Тропическая депрессия           | Тропическая депрессия        | Тропическая депрессия        | Тропическая депрессия                            |
| 2                            | 4—6                                                          | Лёгкий                       | Депрессия                      | Тропические волнения                 | Тропическое понижение           | Тропическая депрессия           | Тропическая депрессия        | Тропическая депрессия        | Тропическая депрессия                            |
| 3                            | 7—10                                                         | Слабый                       | Депрессия                      | Тропические волнения                 | Тропическое понижение           | Тропическая депрессия           | Тропическая депрессия        | Тропическая депрессия        | Тропическая депрессия                            |
| 4                            | 11—16                                                        | Умеренный                    | Депрессия                      | Тропические волнения                 | Тропическое понижение           | Тропическая депрессия           | Тропическая депрессия        | Тропическая депрессия        | Тропическая депрессия                            |
| 5                            | 17—21                                                        | Свежий                       | Депрессия                      | Тропические волнения                 | Тропическое понижение           | Тропическая депрессия           | Тропическая депрессия        | Тропическая депрессия        | Тропическая депрессия                            |
| 6                            | 22—27                                                        | Сильный                      | Депрессия                      | Тропические волнения                 | Тропическое понижение           | Тропическая депрессия           | Тропическая депрессия        | Тропическая депрессия        | Тропическая депрессия                            |
| 7                            | 28—29                                                        | Крепкий                      | Глубокая депрессия             | Тропическая депрессия                | Тропическое понижение           | Тропическая депрессия           | Тропическая депрессия        | Тропическая депрессия        | Тропическая депрессия                            |
| 7                            | 30—33                                                        | Крепкий                      | Глубокая депрессия             | Тропическая депрессия                | Тропическое понижение           | Тропическая депрессия           | Тропическая депрессия        | Тропическая депрессия        | Тропическая депрессия                            |
| 8                            | 34—40                                                        | Очень крепкий                | Циклонный шторм                | Умеренный тропический шторм          | Тропический циклон (1)          | Тропический циклон (1)          | Тропический шторм            | Тропический шторм            | Тропический шторм                                |
| 9                            | 41—47                                                        | Шторм                        | Циклонный шторм                | Умеренный тропический шторм          | Тропический циклон (1)          | Тропический циклон (1)          | Тропический шторм            | Тропический шторм            | Тропический шторм                                |
| 10                           | 48—55                                                        | Сильный шторм                | Жестокий тропический шторм     | Жестокий тропический шторм           | Тропический циклон (2)          | Тропический циклон (2)          | Жестокий тропический шторм   | Тропический шторм            | Тропический шторм                                |
| 11                           | 56—63                                                        | Жестокий шторм               | Жестокий тропический шторм     | Жестокий тропический шторм           | Тропический циклон (2)          | Тропический циклон (2)          | Жестокий тропический шторм   | Тропический шторм            | Тропический шторм                                |
| 12                           | 64—72                                                        | Ураган                       | Очень жестокий циклонный шторм | Тропический циклон                   | Жестокий тропический циклон (3) | Жестокий тропический циклон (3) | Тайфун                       | Тайфун                       | Ураган (1)                                       |
| 13                           | 73—85                                                        | Ураган                       | Очень жестокий циклонный шторм | Тропический циклон                   | Жестокий тропический циклон (3) | Жестокий тропический циклон (3) | Тайфун                       | Тайфун                       | Ураган (2)                                       |
| 14                           | 86—89                                                        | Ураган                       | Очень жестокий циклонный шторм | Тропический циклон                   | Жестокий тропический циклон (4) | Жестокий тропический циклон (4) | Тайфун                       | Тайфун                       | Сильный ураган (3)                               |
| 15                           | 90—99                                                        | Ураган                       | Очень жестокий циклонный шторм | Интенсивный тропический циклон       | Жестокий тропический циклон (4) | Жестокий тропический циклон (4) | Тайфун                       | Тайфун                       | Сильный ураган (3)                               |
| 16                           | 100—106                                                      | Ураган                       | Очень жестокий циклонный шторм | Интенсивный тропический циклон       | Жестокий тропический циклон (4) | Жестокий тропический циклон (4) | Тайфун                       | Тайфун                       | Сильный ураган (4)                               |
| 17                           | 107—114                                                      | Ураган                       | Очень жестокий циклонный шторм | Интенсивный тропический циклон       | Жестокий тропический циклон (5) | Жестокий тропический циклон (5) | Тайфун                       | Тайфун                       | Сильный ураган (4)                               |
| 17                           | 115—119                                                      | Ураган                       | Очень жестокий циклонный шторм | Очень интенсивный тропический циклон | Жестокий тропический циклон (5) | Жестокий тропический циклон (5) | Тайфун                       | Супертайфун                  | Сильный ураган (4)                               |
| 17                           | >120                                                         | Ураган                       | Суперциклонный шторм           | Очень интенсивный тропический циклон | Жестокий тропический циклон (5) | Жестокий тропический циклон (5) | Тайфун                       | Супертайфун                  | Сильный ураган (5)                               |

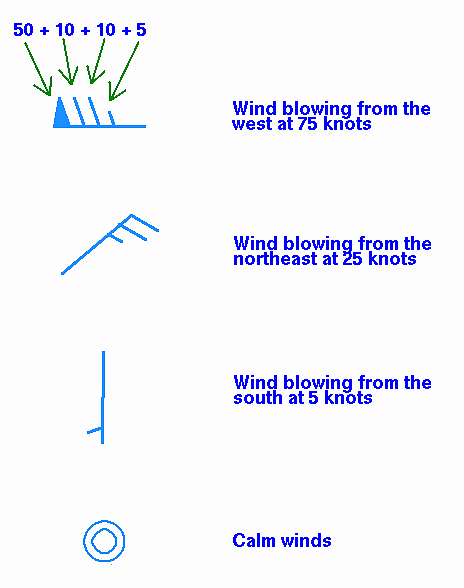
Изображение ветров в станционной модели

Для указания ветров на погодных картах чаще всего используется станционная модель, в которой направление и скорость ветра обозначаются в виде стрелок. Скорость ветра в этой модели обозначается с помощью «флажков» на конце стрелки:
- Каждые прямые пол-флажка обозначают 5 узлов (2,57 м/с).
- Каждый полный прямой флажок соответствует 10 узлам (5,15 м/с).
- Каждый треугольный флажок обозначает 50 узлов (25,7 м/с)[64].

Направление, из которого дует ветер, определяется направлением, которое указывает стрелка. Таким образом, северо-восточный ветер будет обозначаться линией, которая простирается из центрального круга в северо-восточном направлении, а флажки, указывающие скорость, будут находиться на северо-восточном конце линии. После изображение ветра на карте часто проводится анализ изотах (изогипс, соединяющих точки равной скорости). Например, изотахи, построенные на высотах с давлением до 0,3 атм, полезны для нахождения высотных струйных течений.

## Значение в природе
Ветер активно влияет на образование климата и вызывает ряд геологических процессов. Так, в районах с засушливым климатом ветер является главной причиной эрозии, он способен переносить большие количества пыли и песка и откладывать их в новых районах. Преобладающие ветры, дующие над океанами, вызывают океанские течения, которые влияют на климат прилегающих районов. Также ветер является важным фактором переноски семян, спор, пыльцы, играя важную роль в распространении растений.

### Эрозия

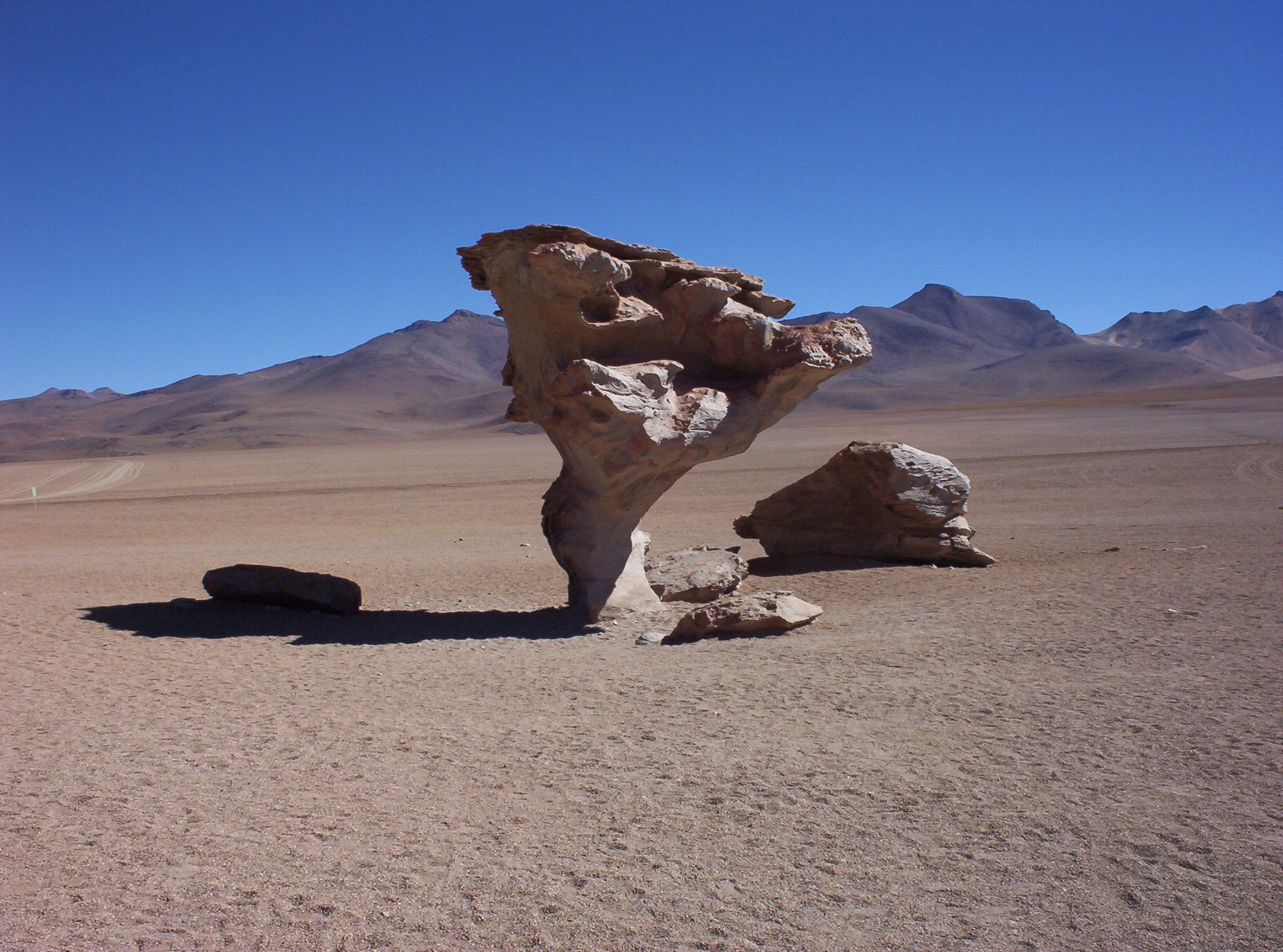
Выточенная ветром скальная формация на Альтиплано, Боливия.

В ряде случаев ветер может быть причиной эрозии, что проявляется преимущественно в результате двух процессов.
Первый, известный как дефляция, является процессом выдува мелких частиц и переноса их в другие районы. Районы, где этот процесс интенсивен, называются зонами дефляции. Поверхность в таких районах, занимающих около половины площади всех пустынь Земли, так называемая «пустынная мостовая», состоит из твёрдых горных пород и скальных обломков, которые ветер не может перенести.
Второй процесс, известный как абразия, является процессом абразивного разрушения горных пород. Абразия происходит в первую очередь из-за сальтации породы твёрдыми частицами среднего размера и приводит к образованию таких структур, как ярданги и вентифакты.
Ветровая эрозия наиболее эффективно происходит в районах с незначительным растительным покровом или вообще без него, чаще всего такое отсутствие растительности обусловлено засушливым климатом этих районов. Кроме того, при отсутствии воды, которая обычно является более эффективным фактором эрозии, ветровая эрозия становится более заметной.

### Перенос пыли из пустынь

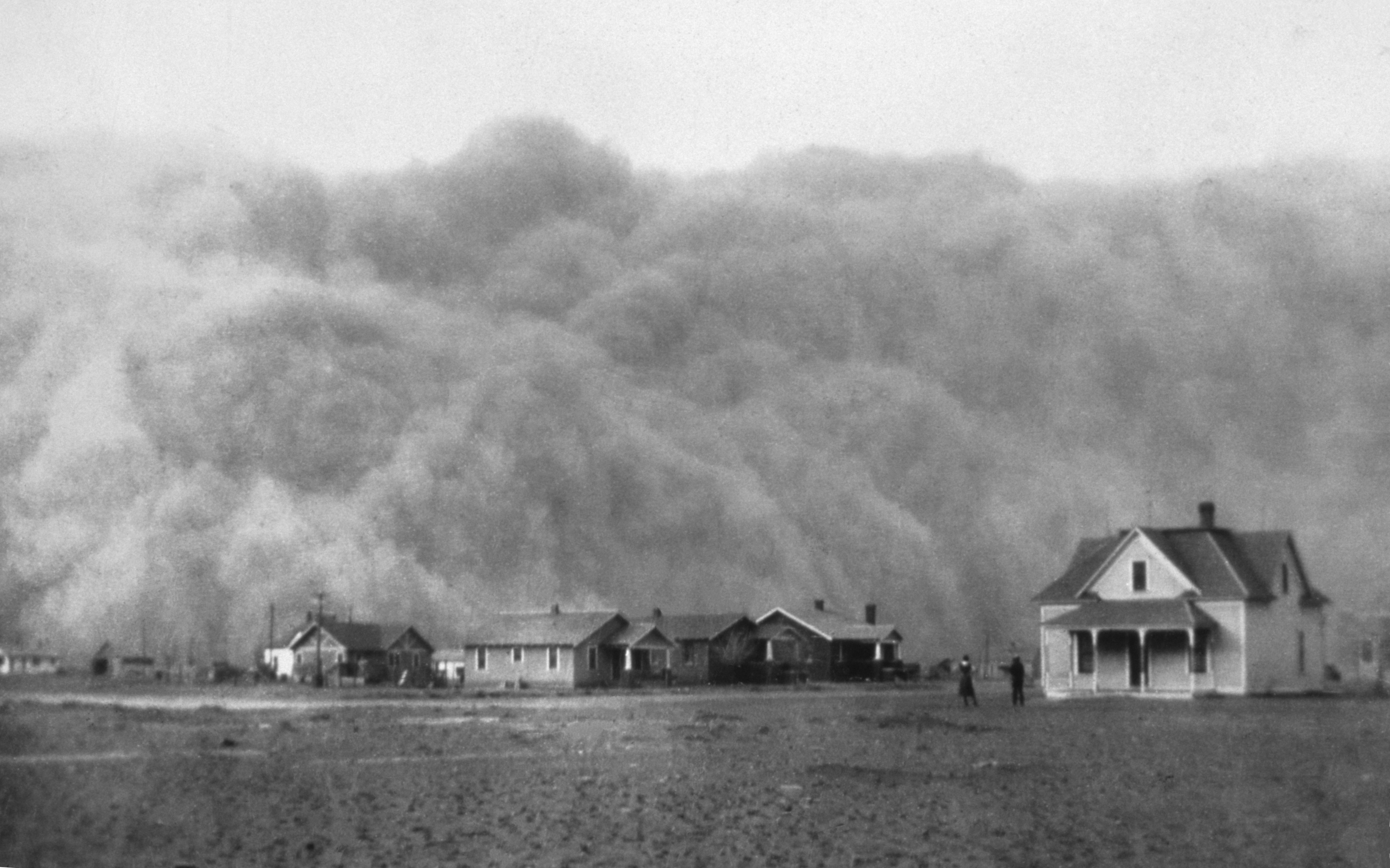
Пыльная буря в Техасе, 1935 год.

Среди лета, то есть в июле в Северном полушарии, полоса пассатов сдвигается заметно ближе к полюсам, охватывая районы субтропических пустынь, таких как Сахара. Вследствие этого, на южной границе субтропического хребта, где стоит сухая погода, происходит активный перенос пыли в западном направлении. Пыль из Сахары в течение этого сезона способна достигать юго-востока Северной Америки, что можно увидеть по изменению цвета неба на беловатый и по красному солнцу утром. Это особенно ярко проявляется во Флориде, где оседает больше половины пыли, достигающей территории США. Количество пыли, которое переносится ветром, сильно варьируется год от года, но в целом, начиная с 1970 года, оно увеличилось из-за увеличения частоты и продолжительности засух в Африке. Большое количество частиц пыли в воздухе в целом отрицательно влияет на его качество и связано с исчезновением коралловых рифов в Карибском море. Подобные процессы переноса пыли происходят и с других пустынь и в других направлениях. Так, из-за действия западных ветров умеренного пояса в зимний период, пыль из пустыни Гоби, вместе с большим количеством загрязняющих веществ, может пересекать Тихий океан и достигать Северной Америки.
Многие из ветров, связанных с переносом пыли из пустынь, имеют местные названия. Так, калима — северо-восточные ветры, несущие пыль на Канарские острова. Харматан переносит пыль в зимний период в район Гвинейского залива. Сирокко несёт пыль из Северной Африки в Южную Европу в результате движения внетропических циклонов через Средиземное море. Весенние штормы, несущие пыль через Египетский и Аравийский полуостров, известны как хамсин. Шамаль, вызванный прохождением холодных фронтов, дует вблизи Персидского залива.

### Откладывание материалов

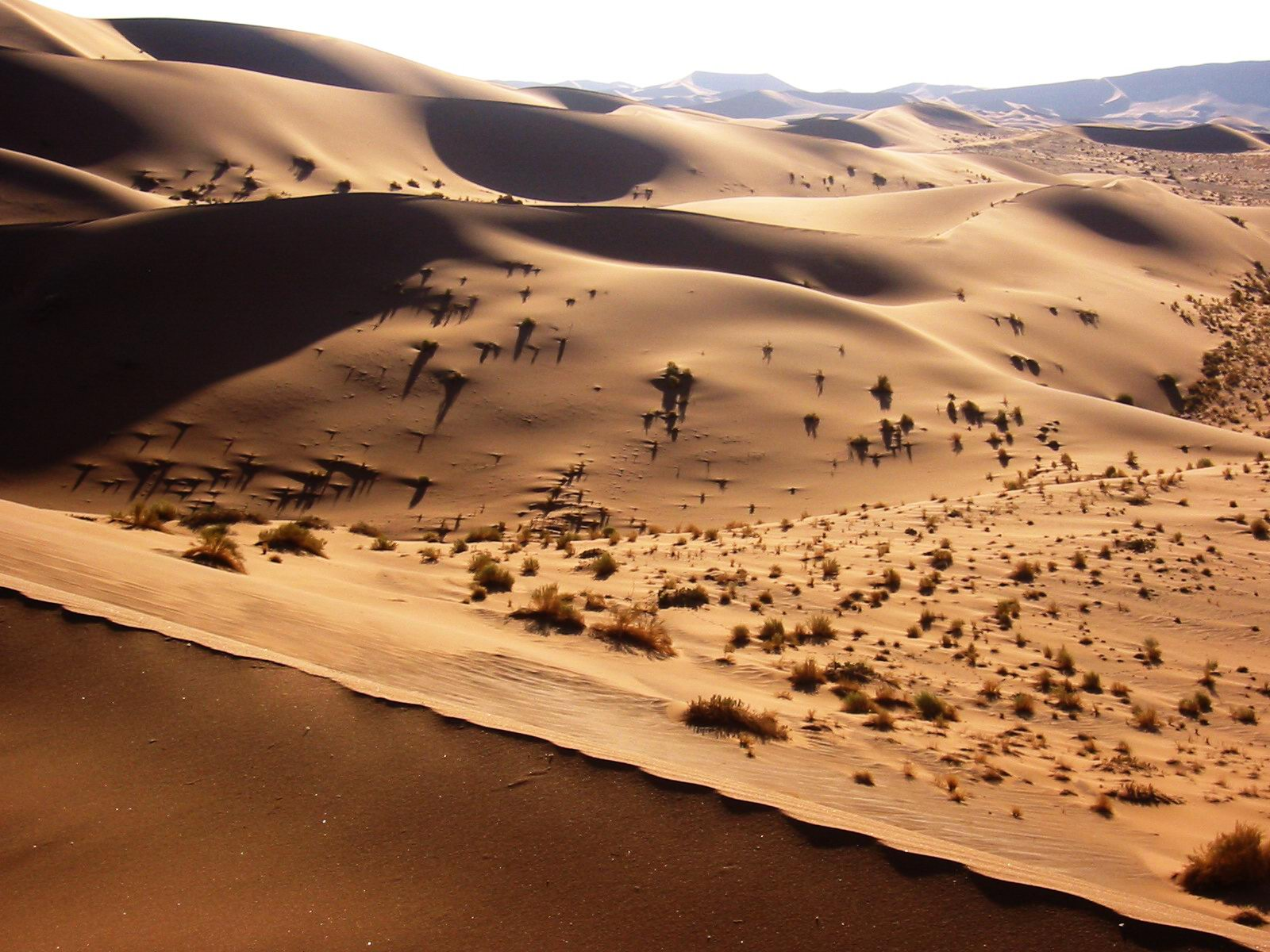
Дюны в пустыне Намиб

Откладывание материалов ветром приводит к образованию песчаных щитов и формированию таких форм рельефа, как песчаные дюны. Дюны достаточно часто встречаются на побережье и в пределах песчаных щитов в пустынях, где они известны как барханы.
Другим примером является откладывание лёсса, однородной обычно нестратифицированной пористой хрупкой осадочной породы желтоватого цвета, состоящей из перенесённых ветром частиц наименьшего размера, ила. Обычно лёсс откладывается на площади в сотни квадратных километров. Тогда как в Европе и Америке толщина слоя лёсса обычно составляет 20—30 м, на Лёссовом плато в Китае она достигает до 335 м. Лёсс образует очень плодородные грунты, которые при благоприятных климатических условиях способны давать крупнейшие урожаи в мире. Однако он очень нестабилен геологически и очень легко подвергается эрозии, из-за чего часто требует защитных укреплений.

### Влияние на растения

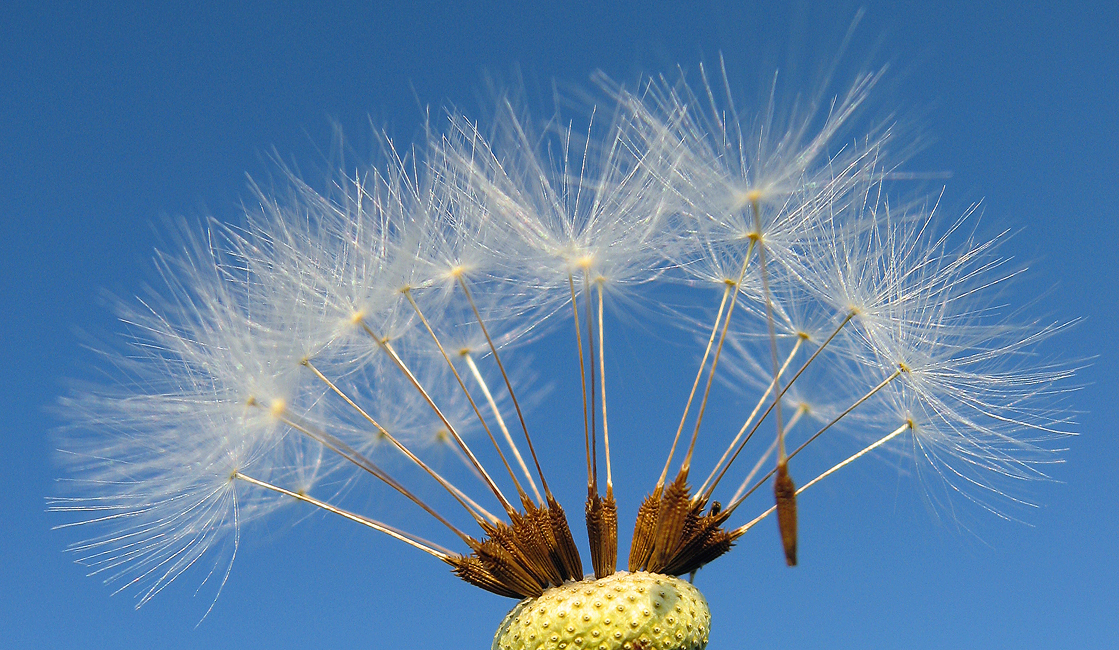
Семена одуванчика

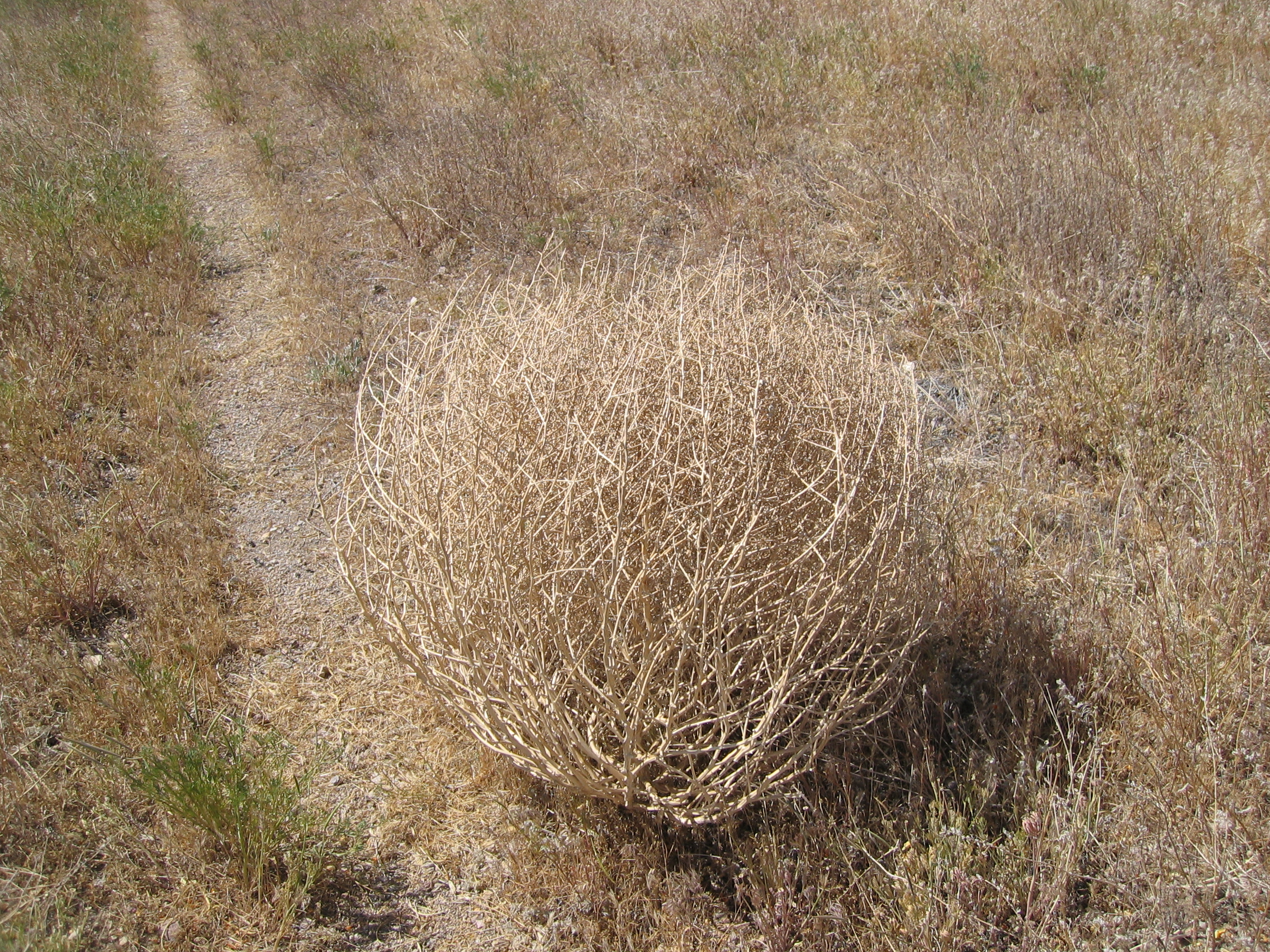
Перекати-поле Salsola tragus

Ветер обеспечивает анемохорию — один из распространённых способов разнесения семян. Распространение семян ветром может иметь две формы: семена могут плавать в движущемся воздухе, или могут быть легко подняты с поверхности земли. Классическим примером растения, распространяемого с помощью ветра, является одуванчик (Taraxacum), имеющий прикреплённый к семени пушистый паппус, благодаря которому семена долго плавают в воздухе и разносятся на большие расстояния. Другой широко известный пример — клён (Acer), «крылатые» семена которого способны пролетать определённые расстояния до падения. Важным ограничением анемохории является необходимость в образовании большого количества семян для обеспечения высокой вероятности попадания на удобный для прорастания участок, вследствие чего существуют сильные эволюционные ограничения на развитие этого процесса. Например, астровые, к которым принадлежит одуванчик, на островах менее способны к анемохории из-за большей массы семени и меньшего паппуса, чем у их континентальных сородичей. На анемохорию полагаются многие виды трав и рудеральных растений. Другой механизм распространения использует перекати-поле: ветер разносит его семена вместе со всем растением. Связанным с анемохорией процессом является анемофилия — процесс разнесения ветром пыльцы. Таким образом опыляется большое количество видов растений, особенно в случае большой плотности растений одного вида в определённом районе.
Ветер также способен ограничивать рост деревьев. Из-за сильных ветров на побережье и на отдельных холмах граница леса гораздо ниже, чем на безветренных высотах в глубине горных систем. Сильные ветры эффективно способствуют эрозии почвы и повреждают побеги и молодые ветки, а более сильные ветры способны валить даже целые деревья. Этот процесс эффективнее происходит с наветренной стороны гор, и в основном поражает старые и большие по размеру деревья.
Ветер также может повреждать растения из-за абразии песком и другими твёрдыми частицами. Из-за одновременного повреждения большого числа клеток на поверхности растение теряет много влаги, что особенно серьёзно сказывается во время засушливого сезона. Растения, однако, способны частично приспосабливаться к абразии посредством увеличения роста корней и подавления роста верхних частей.

### Распространение пожаров

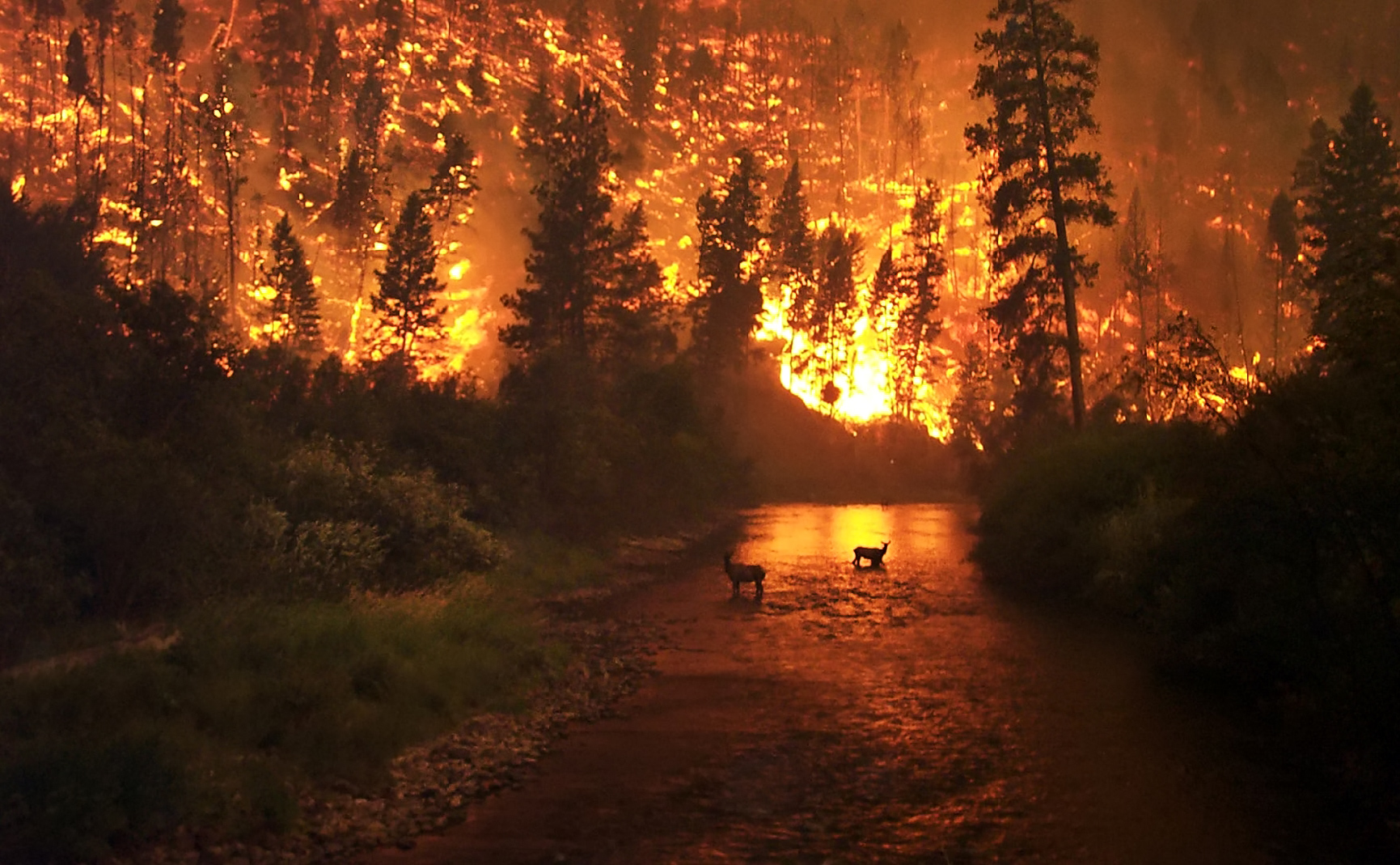
Лесной пожар в Национальном лесу Биттеррут, Монтана.

Ветер является важным фактором, влияющим на распространение природных пожаров, влияя как на перенос горящего материала, так и на уменьшение влажности воздуха. Оба эффекта, если они действуют в течение дня, увеличивают скорость тления до 5 раз. Вследствие переноса горящего материала и горячего воздуха пожары быстро распространяются в направлении движения ветра.

### Влияние на животных
Одним из эффектов ветра на животных является влияние на температурный режим, в частности увеличение уязвимости от холода. Коровы и овцы могут замёрзнуть при условии комбинации ветра и низких температур, поскольку ветер скоростью более 10 м/с делает их мех неэффективным для защиты от холода. Пингвины в целом хорошо приспособлены к низким температурам благодаря слоям жира и перьям, но при сильном ветре их плавники и ноги не выдерживают холода. Много видов пингвинов приспособились к таким условиям с помощью прижима друг к другу.
Летающие насекомые часто неспособны бороться с ветром и поэтому легко переносятся им из привычных мест обитания, а некоторые виды используют ветер для массовых миграций. Птицы способны бороться с ветром, но также используют его во время миграций для уменьшения затрат энергии. Много больших птиц также используют встречный ветер для набора необходимой скорости относительно воздуха и взлёта с поверхности земли или воды.
Много других животных способны тем или иным образом использовать ветер для своих нужд или приспосабливаться к нему. Например, пищухи запасают на зиму сухую траву, которую защищают от разнесения ветром камнями. Тараканы способны чувствовать малейшие изменения ветра в результате приближения хищника, такого как жаба, и реагировать с целью избежать нападения. Их церки очень чувствительны к ветру, и помогают им остаться живыми в среднем в половине случаев. Благородный олень, который имеет острое обоняние, может чувствовать хищников на наветренной стороне на расстоянии до 800 м. Увеличение скорости ветра до значений более 4 м/с подаёт большой полярной чайке сигнал к увеличению активности в поисках пищи и попыткам захвата яиц кайр.

## Влияние на человека

### Транспорт

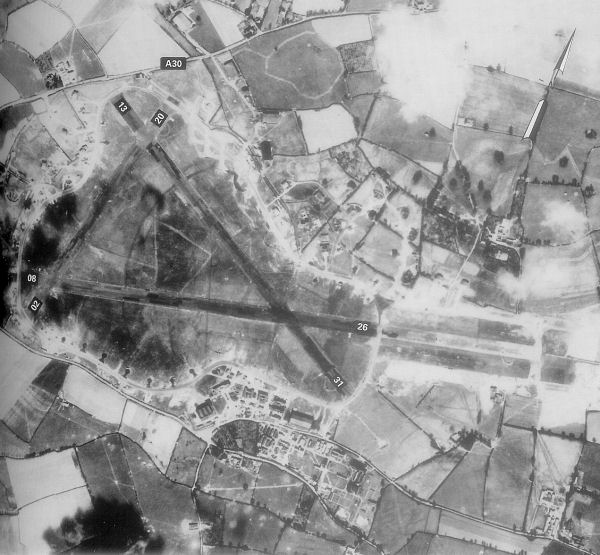
Расположение взлётно-посадочных полос аэропорта Эксетер, предназначенное для того, чтобы самолёты могли взлетать и садиться против ветра.

Одним из наиболее распространённых применений ветра было и остаётся использование его для движения парусных судов. В целом все типы парусных судов достаточно похожи, почти все они (за исключением роторных, использующих эффект Магнуса) имеют по меньшей мере одну мачту для содержания парусов, такелаж и киль. Однако парусные суда не являются очень быстрыми, путешествия ими через океаны длятся несколько месяцев, а обычной проблемой является попадание в штиль на длительный период или отклонение от курса из-за шторма или ветра неудобного направления. Традиционно, из-за продолжительности путешествий и возможных задержек, важной проблемой было обеспечение корабля пищей и питьевой водой. Одним из современных направлений развития движения судов с помощью ветра является использование больших воздушных змеев.
Хотя современные самолёты пользуются собственным источником энергии, сильные ветры влияют на скорость их движения. В случае же лёгких и безмоторных летательных аппаратов, ветер играет главную роль в движении и маневрировании. Направление ветра обычно является важным во время взлёта и посадки летательных аппаратов с неподвижными крыльями, из-за чего взлётно-посадочные полосы проектируются с учётом направления преобладающих ветров. Хотя взлёт по ветру иногда является допустимым, обычно этого не рекомендуется делать по соображениям эффективности и безопасности, а лучшим всегда считается взлёт и посадка против ветра. Попутный ветер увеличивает необходимые для взлёта и торможения расстояния и уменьшает угол взлёта и посадки, из-за чего длина взлётно-посадочных полос и препятствия за ними могут стать ограничивающими факторами. В отличие от летательных аппаратов тяжелее воздуха, аэростаты имеют гораздо бо́льшие размеры, и потому гораздо больше зависят от движения ветра, имея в лучшем случае ограниченную способность двигаться относительно воздуха.

### Источник энергии

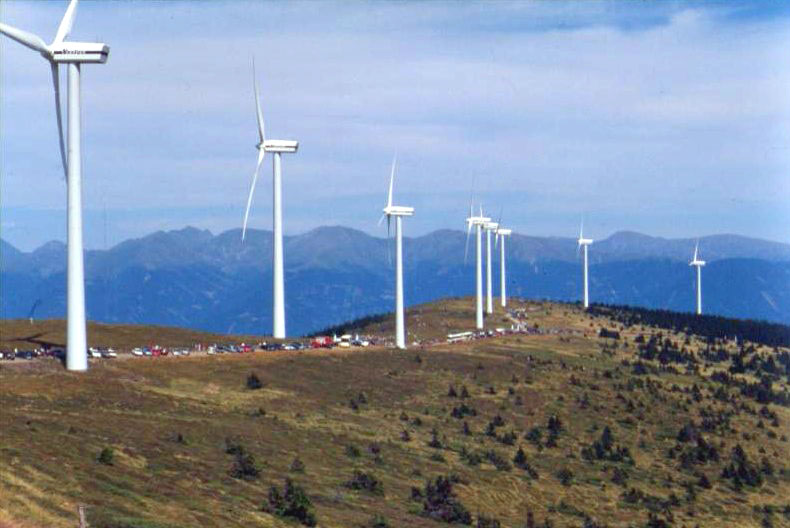
Ветряная электростанция

Первыми начали применять ветер как источник энергии сингалы, которые жили возле города Анурадхапура и в некоторых других районах Шри-Ланки. Уже около 300 года до н. э. они использовали муссонные ветры для розжига печей. Первое упоминание о применении ветра для выполнения механической работы найдено в работе Герона, который в I веке н. э. сконструировал примитивную ветряную мельницу, которая поставляла энергию для органа. Первые настоящие ветряные мельницы появились около VII века в регионе Систан на границе Ирана и Афганистана. Это были устройства с вертикальной осью и с 6-12 лопастями; использовались они для молотьбы зерна и накачивания воды. Привычные теперь ветряные мельницы с горизонтальной осью начали использоваться для обмолота зерна в Северо-Восточной Европе с 1180-х годов.
Современная ветроэнергетика сосредотачивается прежде всего на получении электроэнергии, хотя незначительное количество ветряных мельниц, предназначенных непосредственно для выполнения механической работы, все ещё существует. По состоянию на 2009 год, в ветроэнергетике было создано 340 ТВт•ч энергии, или около 2 % её мирового потребления. Благодаря существенным государственным субсидиям во многих странах, это число быстрыми темпами увеличивается. В нескольких странах ветроэнергетика уже сейчас составляет достаточно весомую долю всей электроэнергетики, в том числе 20 % в Дании и по 14 % — в Португалии и Испании. Все коммерческие ветрогенераторы, применяемые сейчас, построены в виде наземных башен с горизонтальной осью генератора. Однако, поскольку скорость ветра заметно возрастает с высотой, существует тенденция увеличения высоты башен и разрабатываются методы получения энергии с помощью мобильных генераторов, установленных на больших воздушных змеях.

### Отдых и спорт

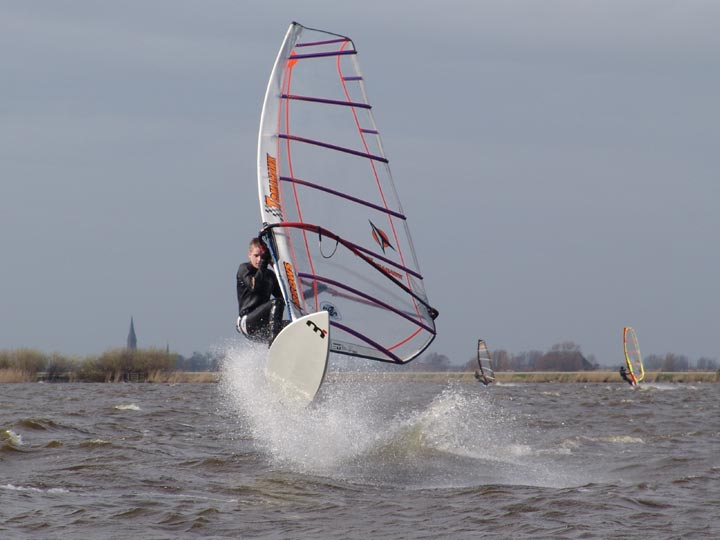
Виндсёрфинг

Ветер играет важную роль во многих популярных видах спорта и развлечений, в частности таких, как дельтапланеризм, парапланеризм, полёты на воздушных шарах, запуск воздушных змеев, сноукайтинг, кайтсёрфинг, парусный спорт и виндсёрфинг. В планеризме градиент ветра над поверхностью существенно влияет на взлёт с земли и посадку планера. Если градиент очень большой, пилот должен постоянно регулировать угол атаки планера для избежания резких изменений в подъёмной силе и потери стабильности аппарата. С другой стороны, пилоты планёров часто используют градиент ветра на большой высоте для получения энергии для полёта с помощью динамического парения.

### Разрушительное действие

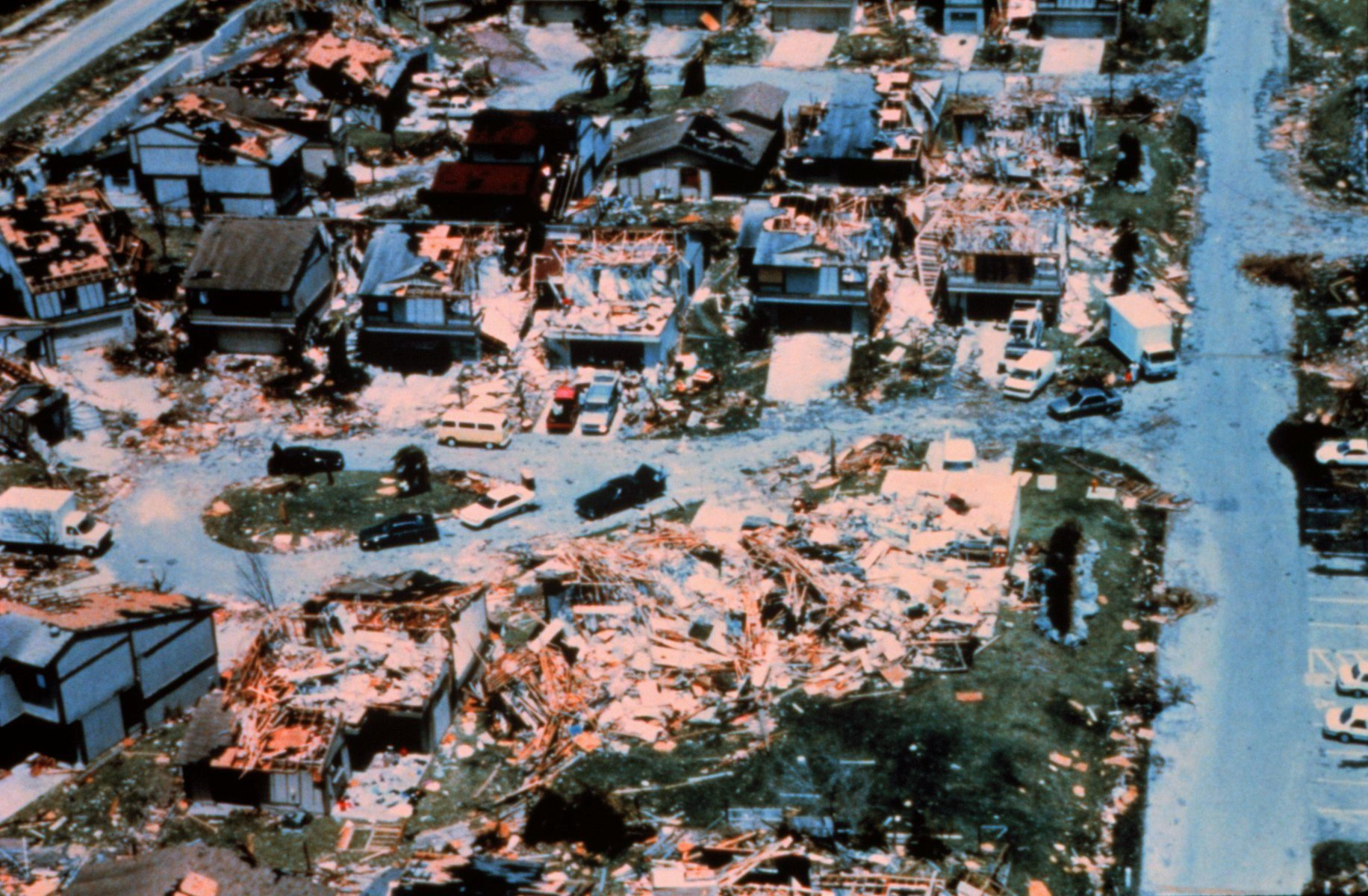
Разрушения после урагана Эндрю, Флорида, 1992 год.

Сильные ветры способны вызвать значительные разрушения, объём которых зависит от скорости ветра. Отдельные порывы ветра могут повредить плохо сконструированные подвесные мосты, а в случае совпадения частоты порывов с собственной частотой колебаний моста, мост может быть легко разрушен, как это случилось с мостом Такома-Нарроуз в 1940 году. Уже ветры скоростью 12 м/с могут привести к повреждению линий электропередач из-за падения на них сломанных ветвей деревьев. Хотя ни одно дерево не может быть настолько крепким, чтобы гарантированно выдержать ветер ураганной силы, деревья с неглубокими корнями вырываются из земли намного легче, а ломкие деревья, такие как эвкалипт или гибискус, легче ломаются. Ветры ураганной силы, то есть скоростью свыше 35 м/с, наносят значительные повреждения лёгким и иногда даже капитальным зданиям, разбивают окна и сдирают краску с машин. Ветры скоростью свыше 70 м/с способны разрушать уже практически любые здания, а зданий, способных выдержать ветер скоростью свыше 90 м/с, почти не существует. Так, некоторые шкалы скорости ветра, в частности шкала Саффира — Симпсона, предназначены для оценки возможных убытков от ураганов.
Существует различные типы сильных разрушительных ветров, различающихся по силе и характеристикам атмосферных возмущений: тропические циклоны (тайфуны и ураганы), внетропические ураганы (зимние штормы и метели), бури муссонного типа, торнадо и грозы. Также выделяются различные сильные местные ветры, названия которых варьируются от страны к стране (например, бора, шинук, фён и т. д.). Для предотвращения жертв от таких ветров первостепенное значение имеют прогнозы метеорологических служб для предупреждения властей, населения и организаций (особенно транспортных и строительных). Сезон, когда такие сильные ветры возникают, обычно известен, но их появление и траекторию определить намного сложнее, так как необходимо дождаться их развития. Для защиты зданий и строений от сильных ветров при их сооружении следует соблюдать нормы и стандарты строительства. Люди в зданиях могут укрываться от ураганного ветра, грозящего разрушением здания, в подвале или в безопасном помещении, не имеющем окон, в центре здания, если это возможно.

### Значение в мифологии и культуре

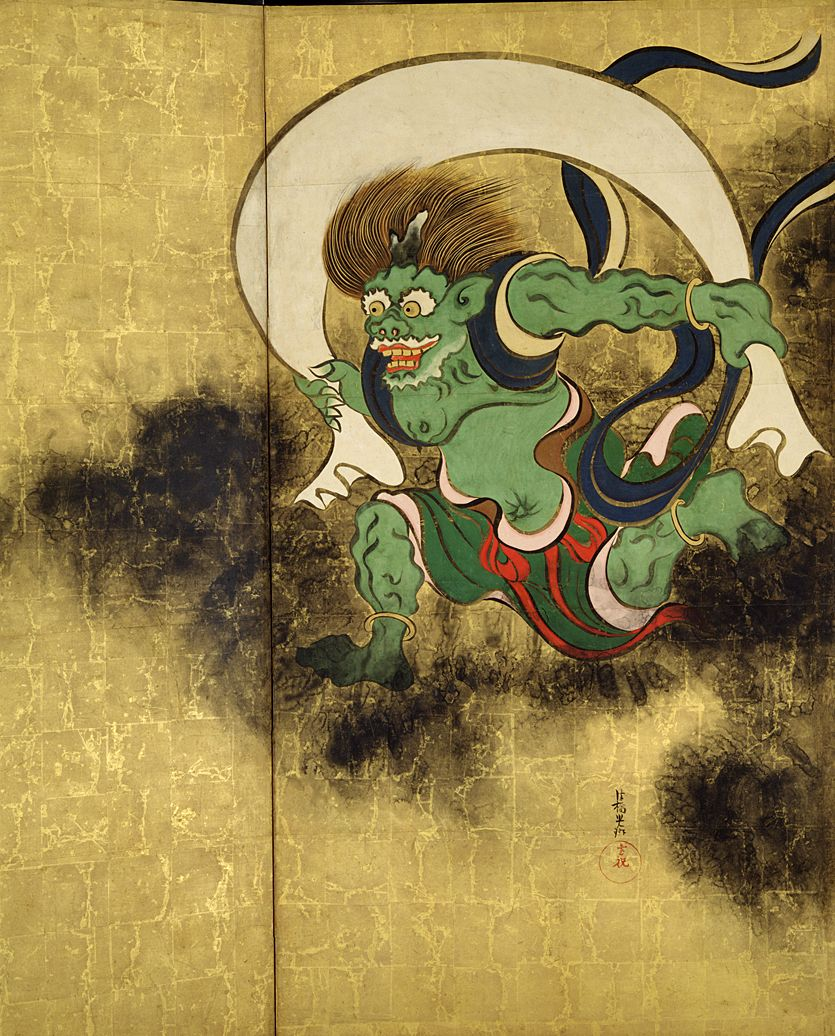
Фудзин, синтоистский бог ветра, картина Таварая Сотацу, XVII в.

Во многих культурах ветер персонифицировался в виде одного или многих богов, ему предоставлялись сверхъестественные свойства или приписывались причины несвязанных событий. Так, ацтекского бога ветра Эхекатля почитали как одного из богов-творцов. Индуистский бог ветра Ваю играет важную роль в мифологии Упанишад, где является отцом Бхимы и духовным отцом Ханумана. Главными богами ветра в древнегреческой мифологии были Борей, Нот, Эвр и Зефир, которые соответствовали северному, южному, восточному и западному ветрам, также с ветром ассоциировался Эол, который господствовал над ними. Греки имели названия и для ветров промежуточных направлений, как и для сезонных ветров, которые, в частности, были изображены на Башне ветров в Афинах. Японский бог ветра Фудзин является одним из самых старых богов традиции синто. По легенде, он уже существовал на момент создания мира и выпустил ветры из своей сумки для очищения мира от мглы. В скандинавской мифологии богом ветра был Ньорд, а наряду с ним существовали четыре гнома: Нордри, Судри, Аустри и Вестри, соответствующие отдельным ветрам. В славянской мифологии богом ветра, неба и воздуха был Стрибог, дед и повелитель восьми ветров, соответствующих восьми главным направлениям.
Во многих культурах ветер также считался одним из нескольких стихий, в этом значении его часто отождествляли с воздухом. Он присутствует в фольклоре многих народов, в литературе и других формах искусства. Он играет разные роли, часто символизируя волю, необузданность или изменения.
Ветер также иногда считался и причиной болезней.

### Значение в истории
В Японии камикадзе — «божественный ветер» — считался подарком богов. Именно так были названы два тайфуна, которые уберегли Японию от монгольского нашествия 1274 и 1281 гг.. Два других известных шторма носят общее название «Протестантский ветер». Один из них задержал и значительно повредил корабли испанской «Непобедимой армады» во время нападения на Англию в 1588 году, что привело к поражению армады и установление английского господства на море. Другой не дал английским кораблям возможности выйти из гаваней в 1688 году, чем помог Вильгельму Оранскому высадиться в Англии и завоевать её. Во время Египетской кампании Наполеона, французские солдаты значительно пострадали от пылевых бурь, которые приносил пустынный ветер хамсин: если местные жители успевали спрятаться, непривычные к этим ветрам французы задыхались в пыли. Хамсин несколько раз останавливал битвы и в течение Второй мировой войны, когда видимость снижалась практически до нуля, а электрические разряды делали непригодными к использованию компасы.

## За пределами Земли

### Солнечный ветер

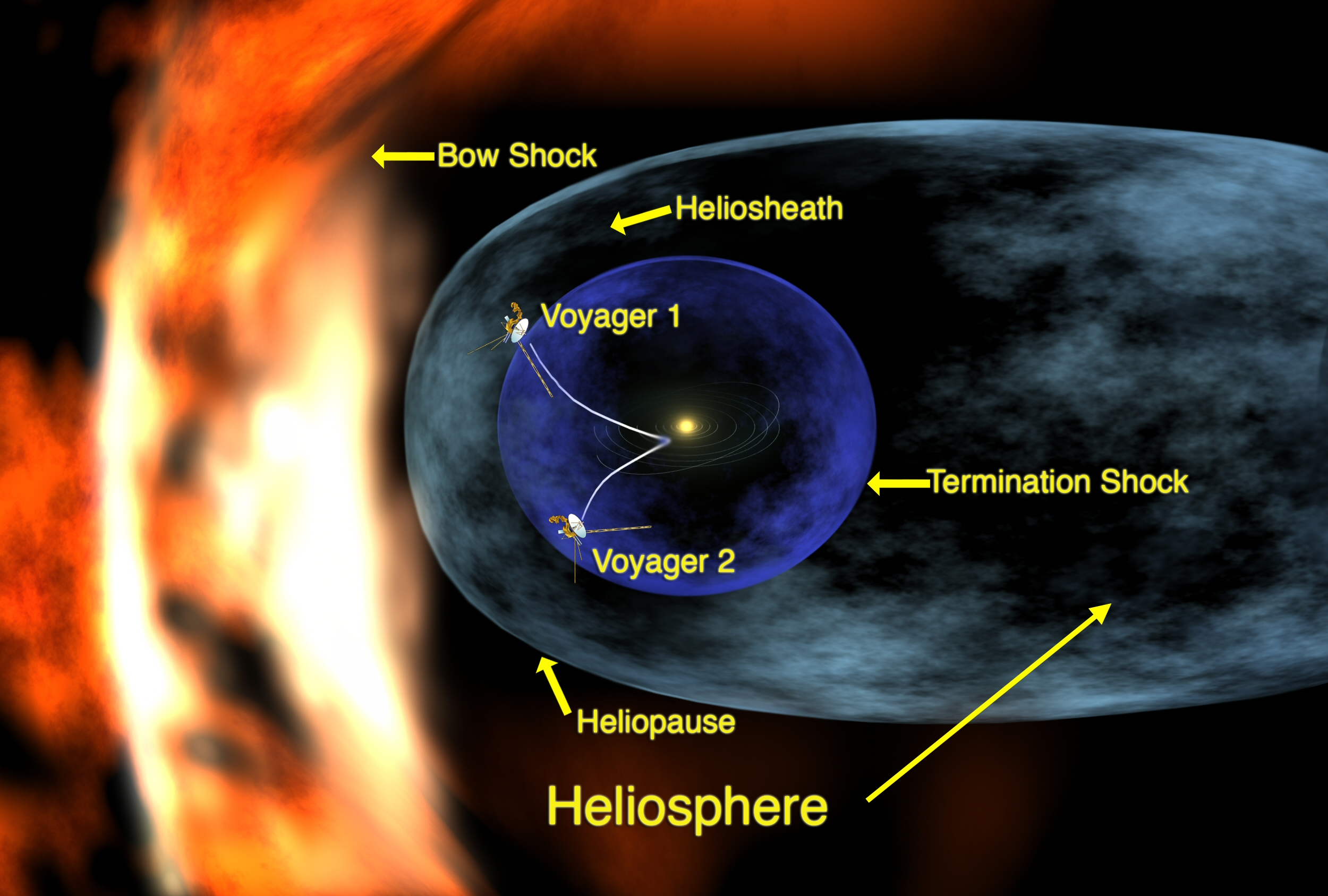
Отражения солнечного ветра гелиопаузой

Солнечный ветер является движением не воздуха, а очень разреженной плазмы, выбрасываемой из атмосферы Солнца (или другой звезды) со средней скоростью около 400 км/с (от 300 до 800 км/с на разных участках). Он состоит преимущественно из отдельных электронов и протонов со средними энергиями около 1 кэВ. Этим частицам удаётся преодолеть гравитационное поле Солнца благодаря высокой температуре короны и других, не до конца понятных процессов, придающих им дополнительную энергию. Солнечный ветер образует гелиосферу, огромный участок межзвёздного пространства вокруг Солнечной системы. Только планеты, имеющие значительное магнитное поле, в частности Земля, способны предотвращать проникновение солнечного ветра в верхние слои атмосферы и к поверхности планеты. В случае особо сильных вспышек солнечный ветер способен преодолевать магнитное поле Земли и проникать в верхние слои атмосферы, вызывая магнитные бури и полярное сияние. Именно благодаря солнечному ветру хвосты комет всегда направлены от Солнца.

### Планетарный ветер
Движение газов в верхних слоях атмосферы планеты позволяет атомам лёгких химических элементов, прежде всего водорода, достигать экзосферы, зоны, в которой теплового движения достаточно для достижения второй космической скорости и оставления планеты без взаимодействия с другими частицами газа. Этот тип потери планетами атмосферы известен как планетарный ветер, по аналогии с солнечным ветром. За геологическое время этот процесс может вызвать преобразование богатых водой планет, таких как Земля, в бедные водой, такие как Венера, или даже привести к потере всей атмосферы или её части. Планеты с горячими нижними слоями атмосферы имеют более влажные верхние слои и быстрее теряют водород.

### Ветер на других планетах

Полосы преобладающих ветров и Большое красное пятно — гигантский антициклон на Юпитере.

Сильные постоянные ветры в верхних слоях атмосферы Венеры со скоростью около 83 м/с облетают всю планету за 4—5 земных дней. Когда Солнце нагревает полярные районы Марса, замёрзший углекислый газ сублимируется, и образуются ветры, дующие от полюсов со скоростью до 111 м/с. Они переносят значительное количество пыли и водяного пара. На Марсе существуют и другие сильные ветры, в частности пылевые смерчи. На Юпитере скорость ветра в высотных струйных течениях часто достигает 100 м/с и 170 м/с в Большом красном пятне и других вихрях. Одни из самых быстрых в солнечной системе ветров дуют на Сатурне, наибольшая скорость восточного ветра, зарегистрированная аппаратом «Кассини-Гюйгенс», достигает 375 м/с. Скорости ветров на Уране, около 50 градусов с. ш., достигают 240 м/с. Преобладающие ветры в верхних слоях атмосферы Нептуна достигают 400 м/с вдоль экватора и 250 м/с у полюсов, высотное атмосферное течение на 70 градусах ю. ш. движется со скоростью 300 м/с.

## См. также

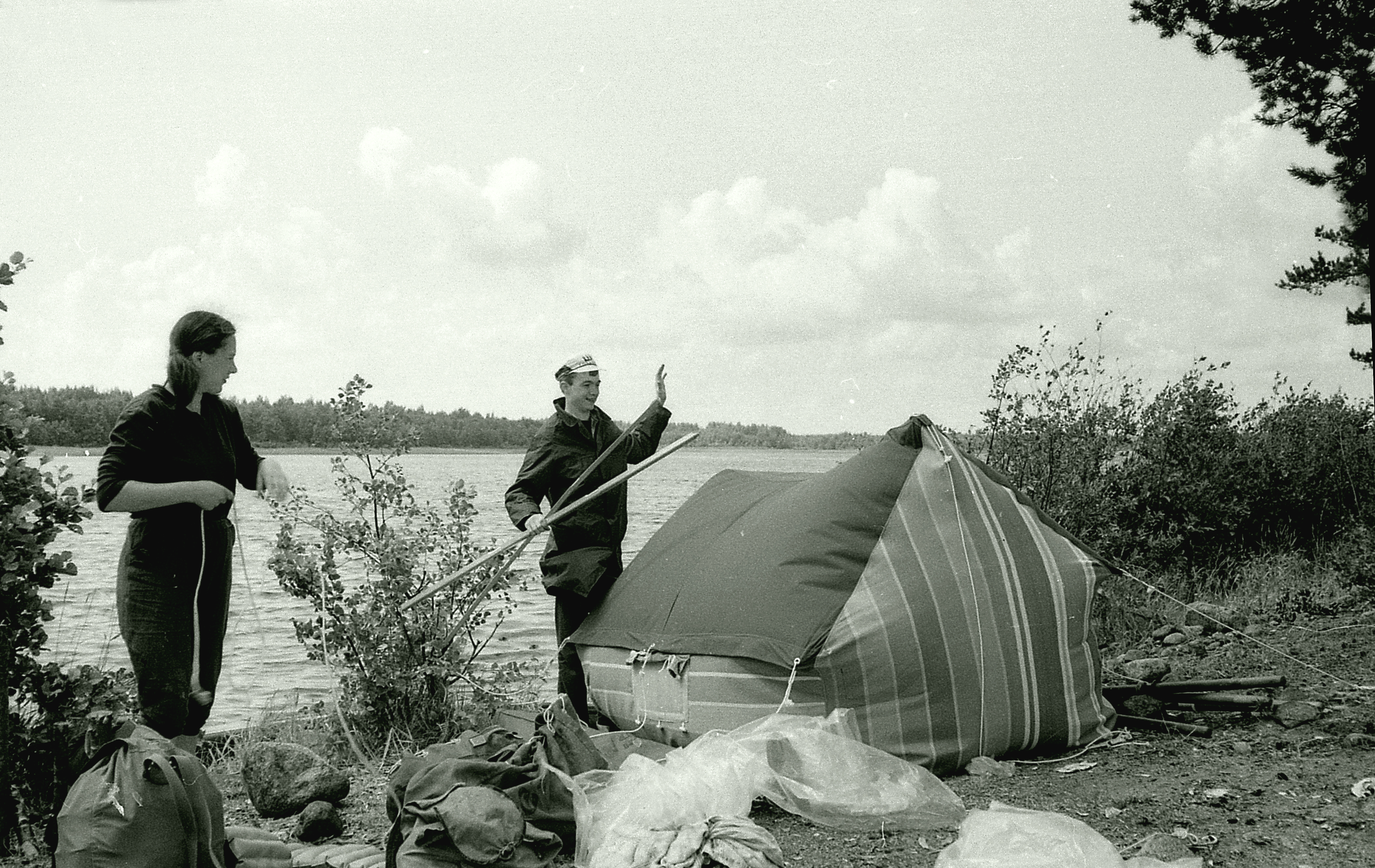
Сильный ветер с юга на реке Вуокса